# Biserica Sfinții Arhangheli din Inand

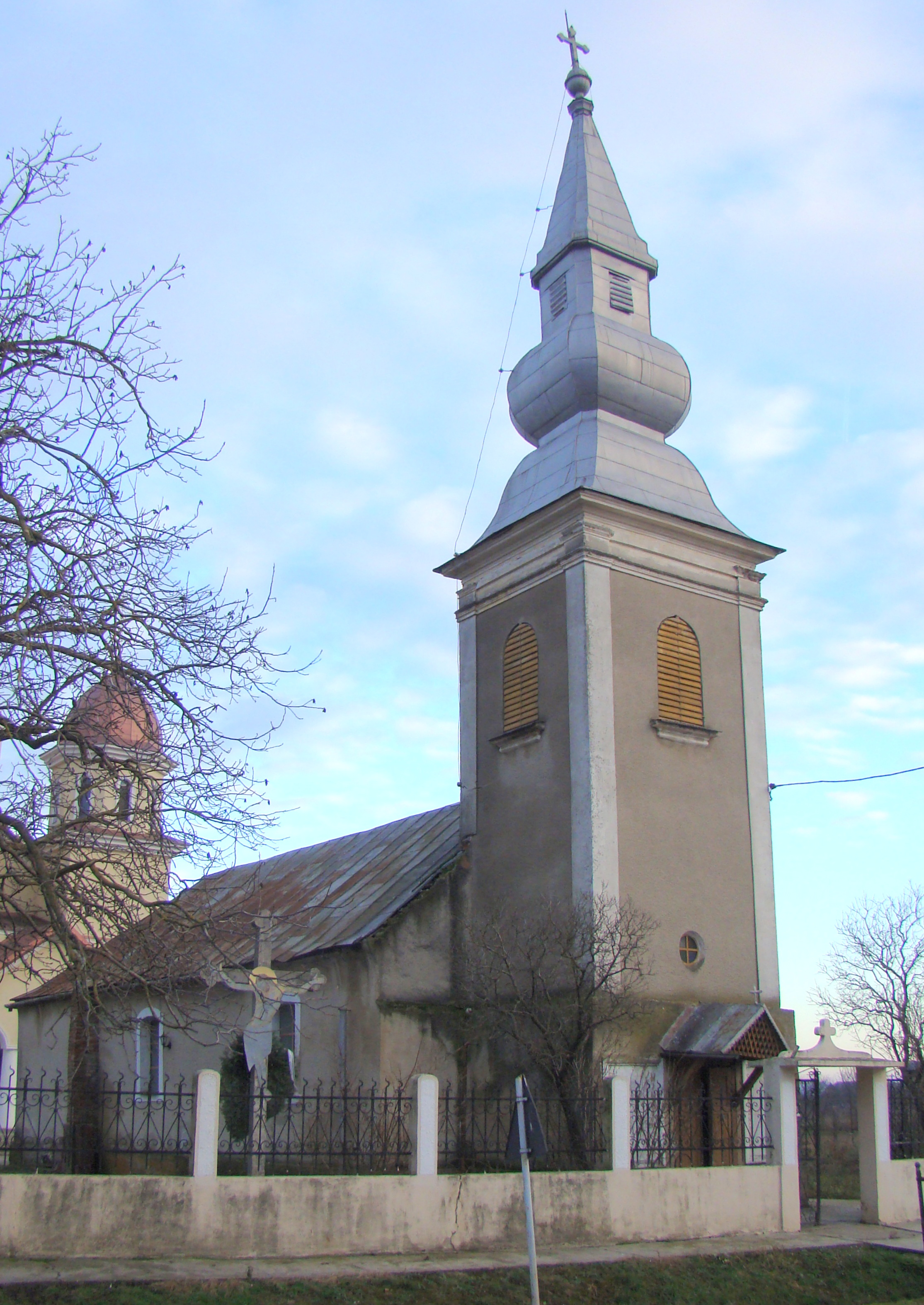
Biserica cu hramul „Sfinții Arhangheli Mihail și Gavriil” din Inand, comuna Cefa, județul Bihor, foto: noiembrie 2017.

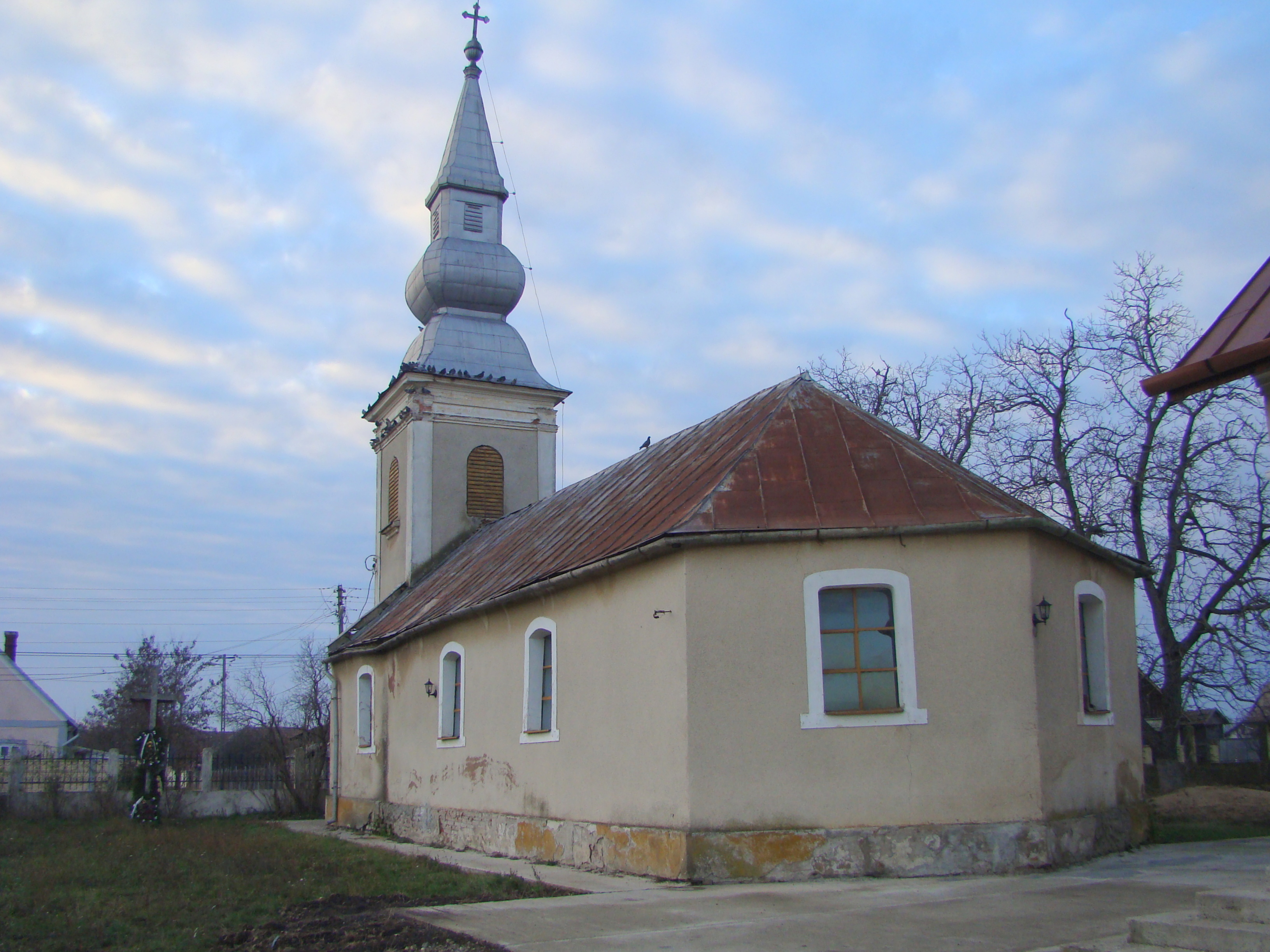
Biserica (sud-est)

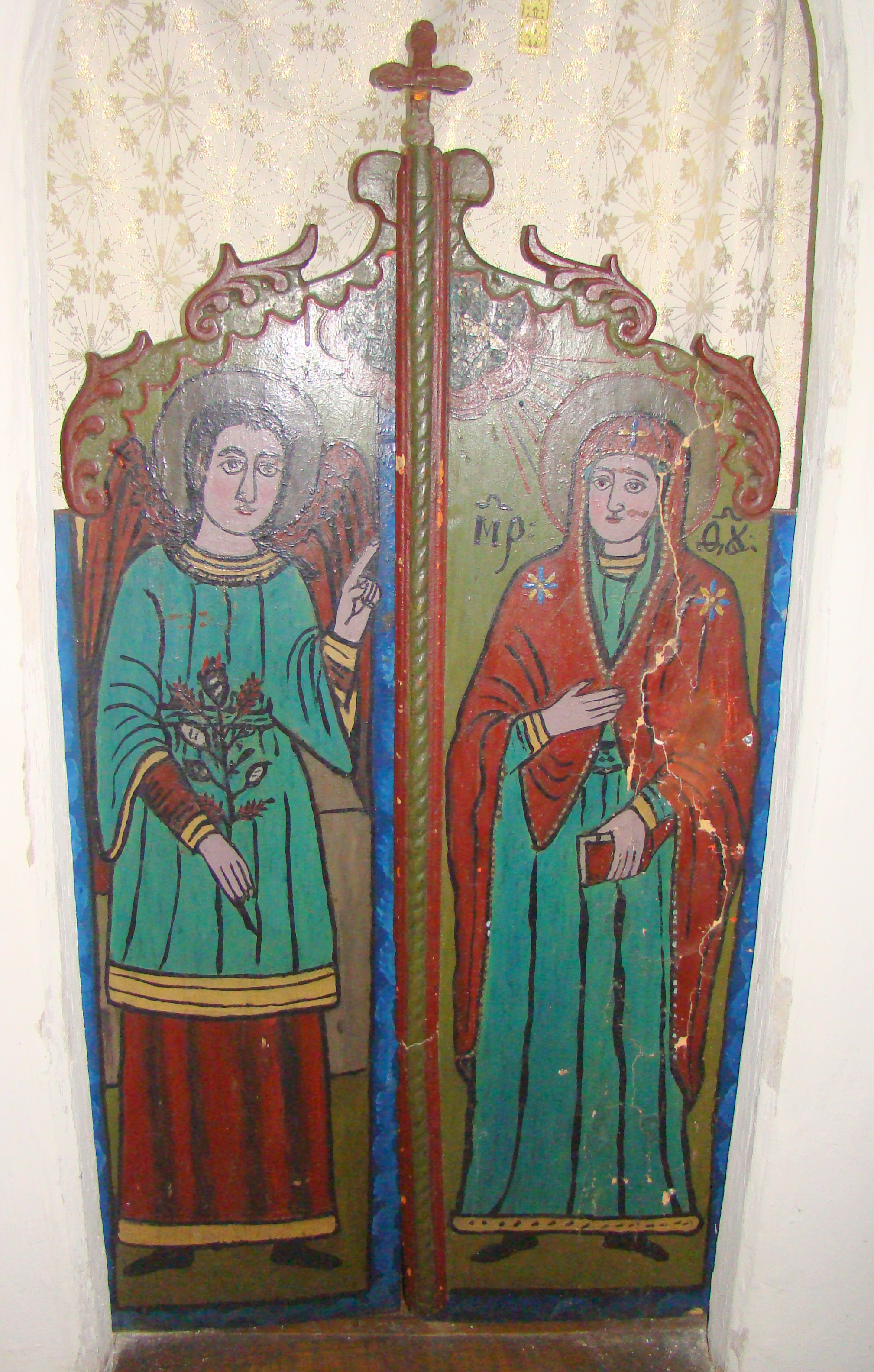
Uşile împărăteşti

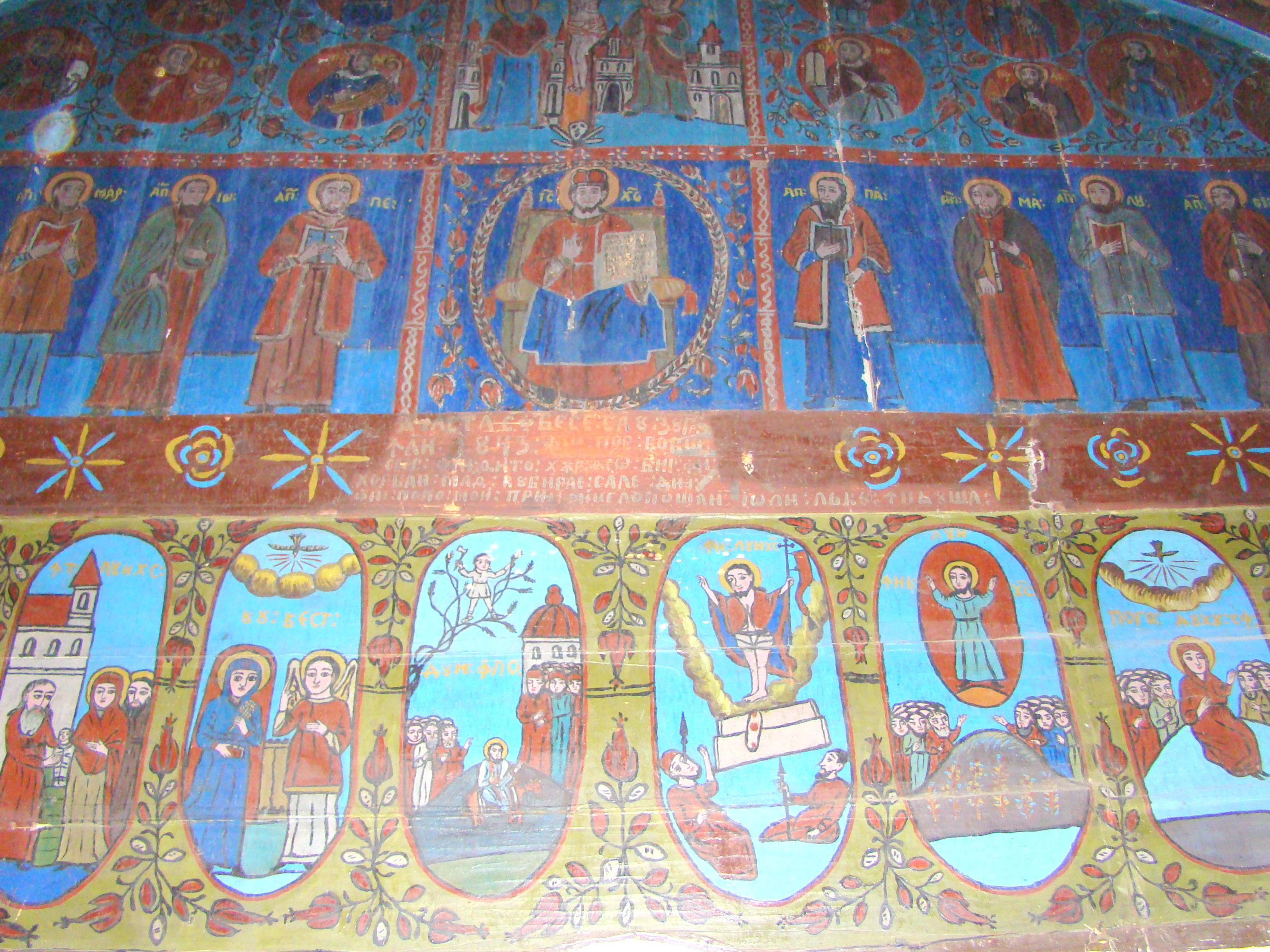
Catapeteasma (partea centrală)

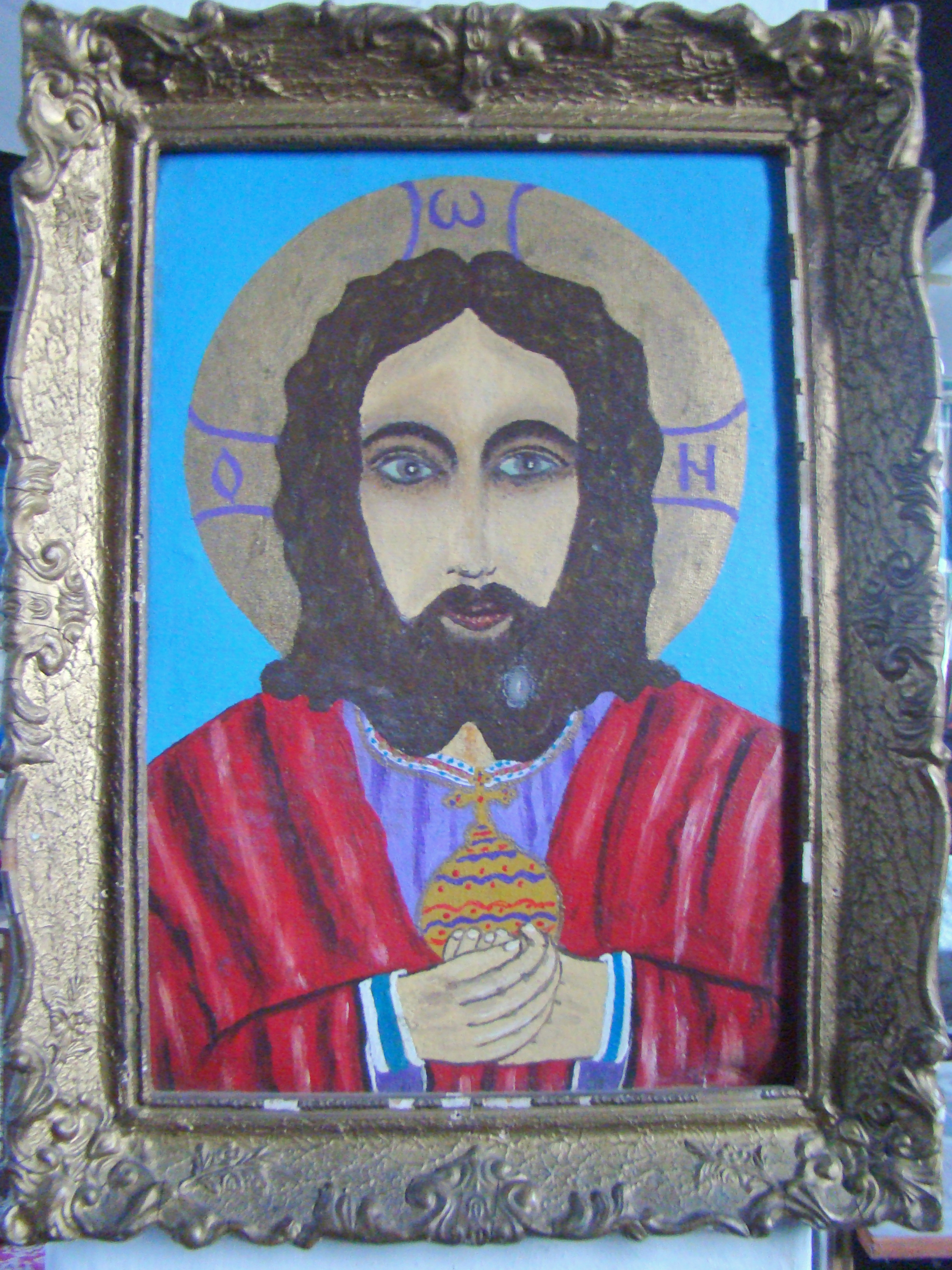
Icoana Mântuitorului

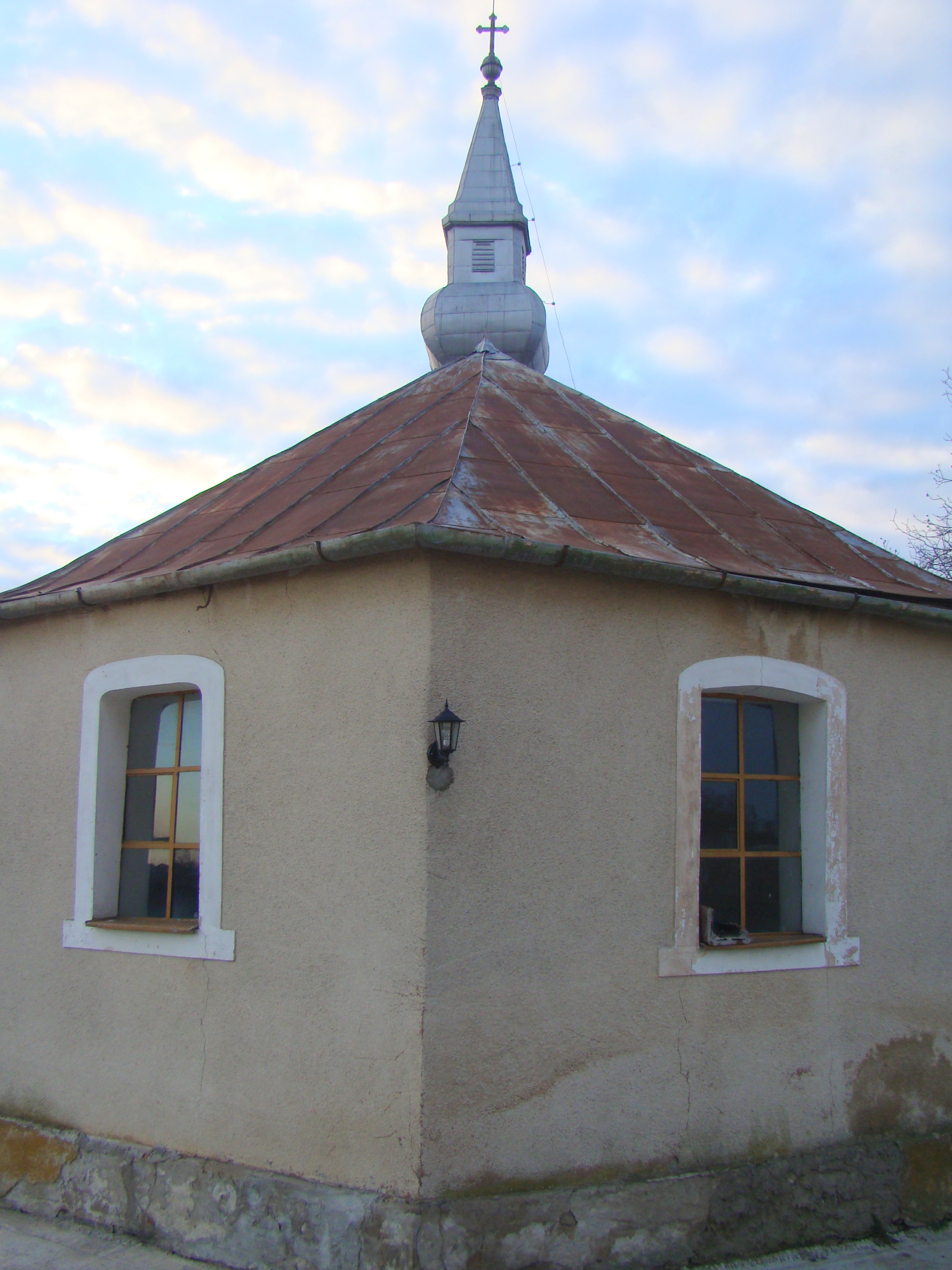
Biserica (est)

Biserica de zid cu hramul „Sfinții Arhangheli Mihail și Gavriil” din Inand, comuna Cefa, județul Bihor, datează din anul 1826 . Biserica se află pe noua listă a monumentelor istorice sub codul LMI:  BH-II-m-B-01163.

## Istoric și trăsături
Înainte de această biserică, în Inand a existat o biserică de lemn, în partea de nord a satului, lângă vale. Biserica „Sfinții Arhangheli” a fost construită în stil baroc, în anul 1826, din fondurile parohiei și din donații. Biserica este clădită din chirpici, iar turnul, și o parte din pronaos, din cărămidă. Inițial a fost acoperită cu trestie, iar, turnul, având forma de piramidă patrulateră regulată, a fost acoperit cu scânduri. Biserica avea dimensiunile 19 m lungime, 6 m lățime și 4 m înălțime. 
În timp au avut loc lucrări majore de reparații: în anul 1885, atât pereții, cât și turnul, au fost ridicați cu 50-80 de cm, iar turnului i s-a dat forma actuală. În locul trestiei a fost acoperită cu șindrilă vopsită în roșu, iar turnul cu tablă. A doua renovare a avut loc în anul 1907, biserica fiind acoperită cu țiglă; aceasta fiind prea grea, pereții au fost fixați cu patru legături din fier. În anul 1926 s-a făcut a treia renovare, țiglele fiind înlocuite cu tablă. Biserica a mai fost reparată în anii 1939 și 1946. 
Biserica are o singură ușă de intrare, pe latura de vest, și 8 ferestre, 2 la altar, 4 la naos și 2 la pronaos, toate având aceleași dimensiuni. Turnul face parte din construcția bisericii, are patru obloane, spre toate cele patru puncte cardinale, și o fereastră rotundă deasupra intrării. 
Podoaba ornamentală a bisericii a fost realizată de pictorul popular Ioan Lopoșan din Păușa, în anul 1843. Ea cuprinde partea superioară a catapetesmei, în trei registre suprapuse: Rândul I - la mijloc Răstiginirea, în lateral câte șase prooroci; Rândul II - în centru, Iisus pe scaunul împărătesc, având de ambele părți câte șase apostoli; Rândul III - Nașterea Domnului, Tăierea împrejur, Întâmpinarea, Buna Vestire, Intrarea în Ierusalim, Schimbarea la Față, Învierea Domnului, Nașterea Sfintei Fecioare și Adormirea Maicii Domnului. Pictura de pe boltă cuprinde scene din Patimile Domnului și din Noul Testament. 

## Imagini din exterior

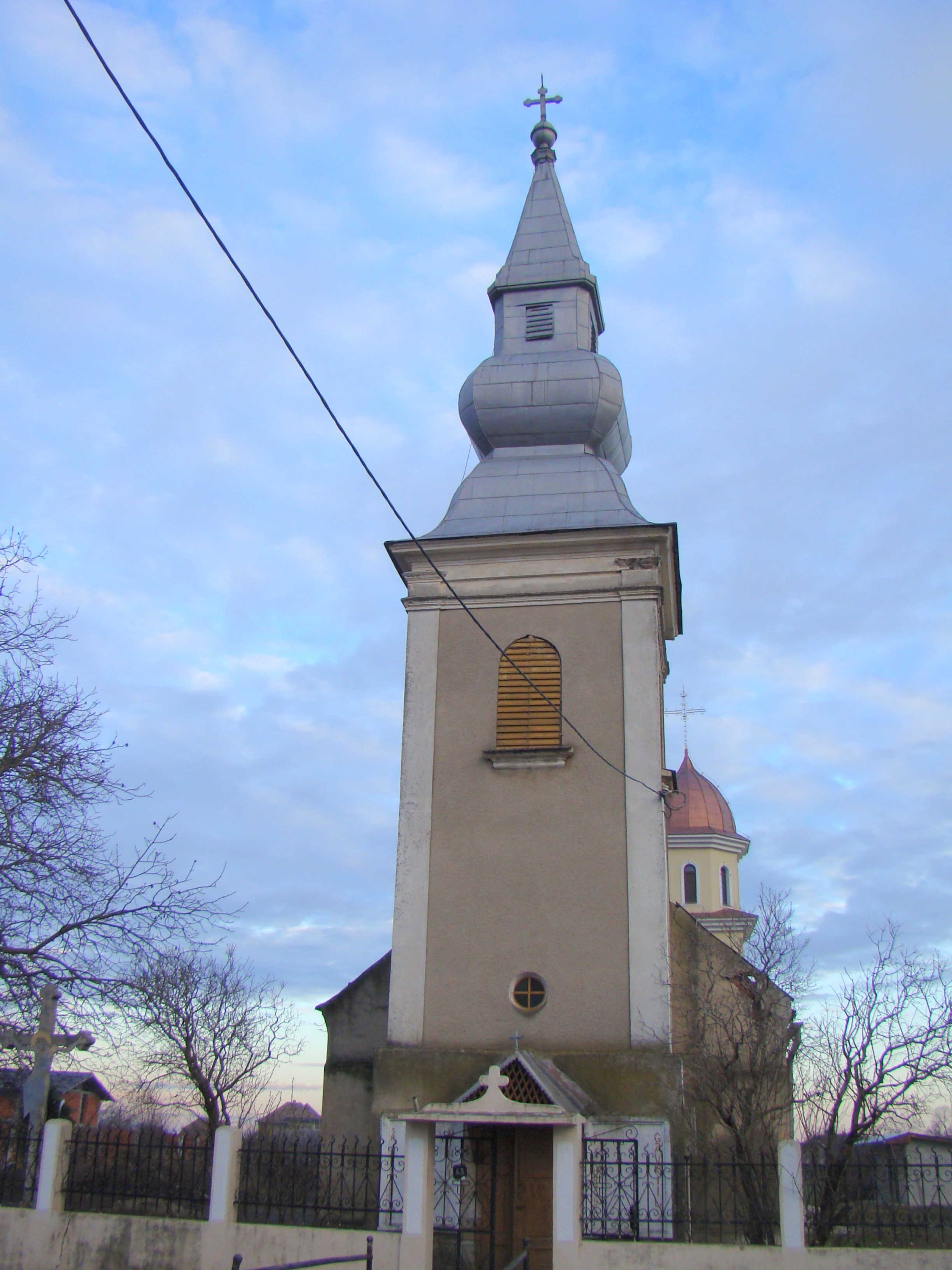
Biserica (vest)
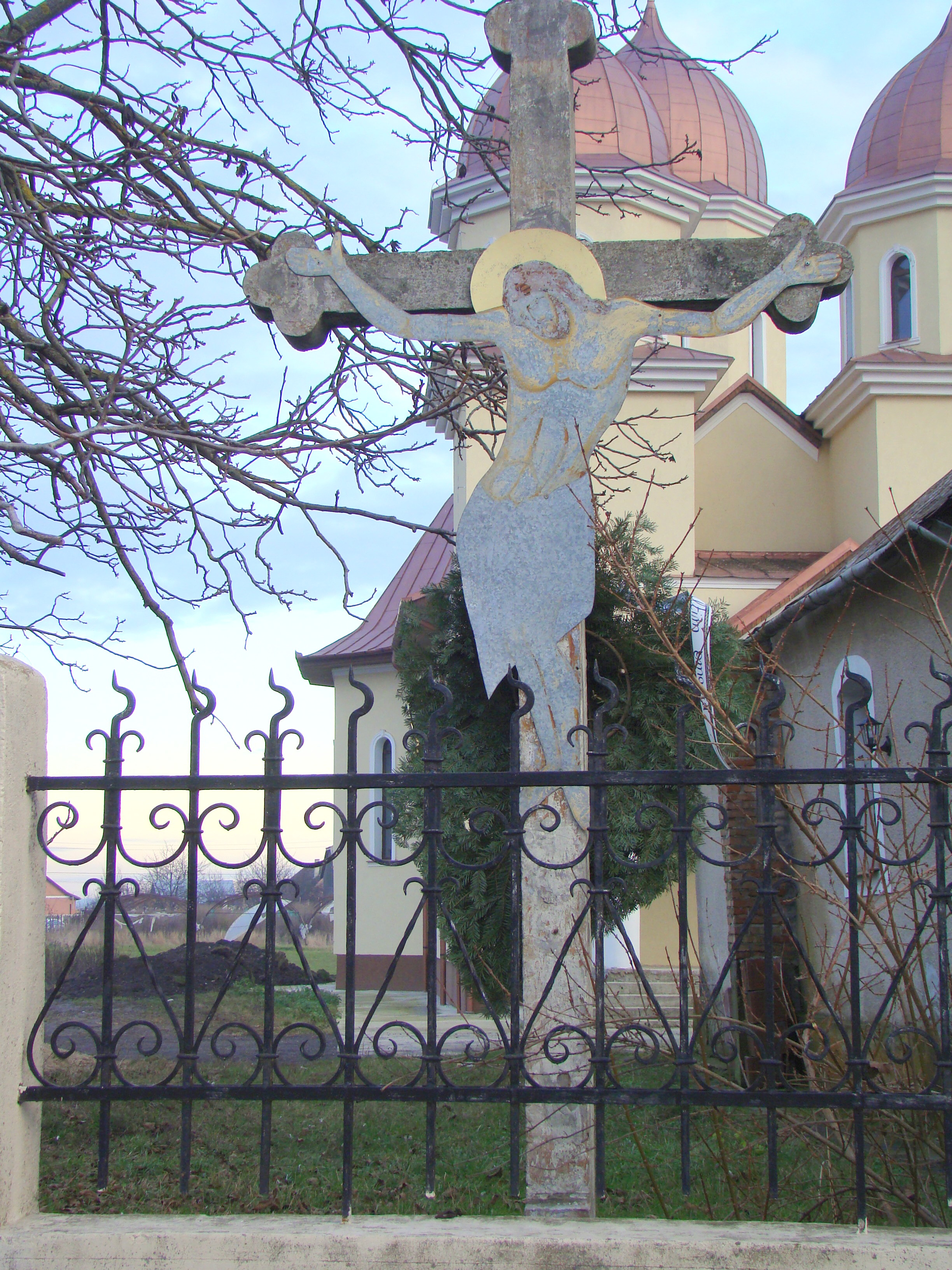
Troița
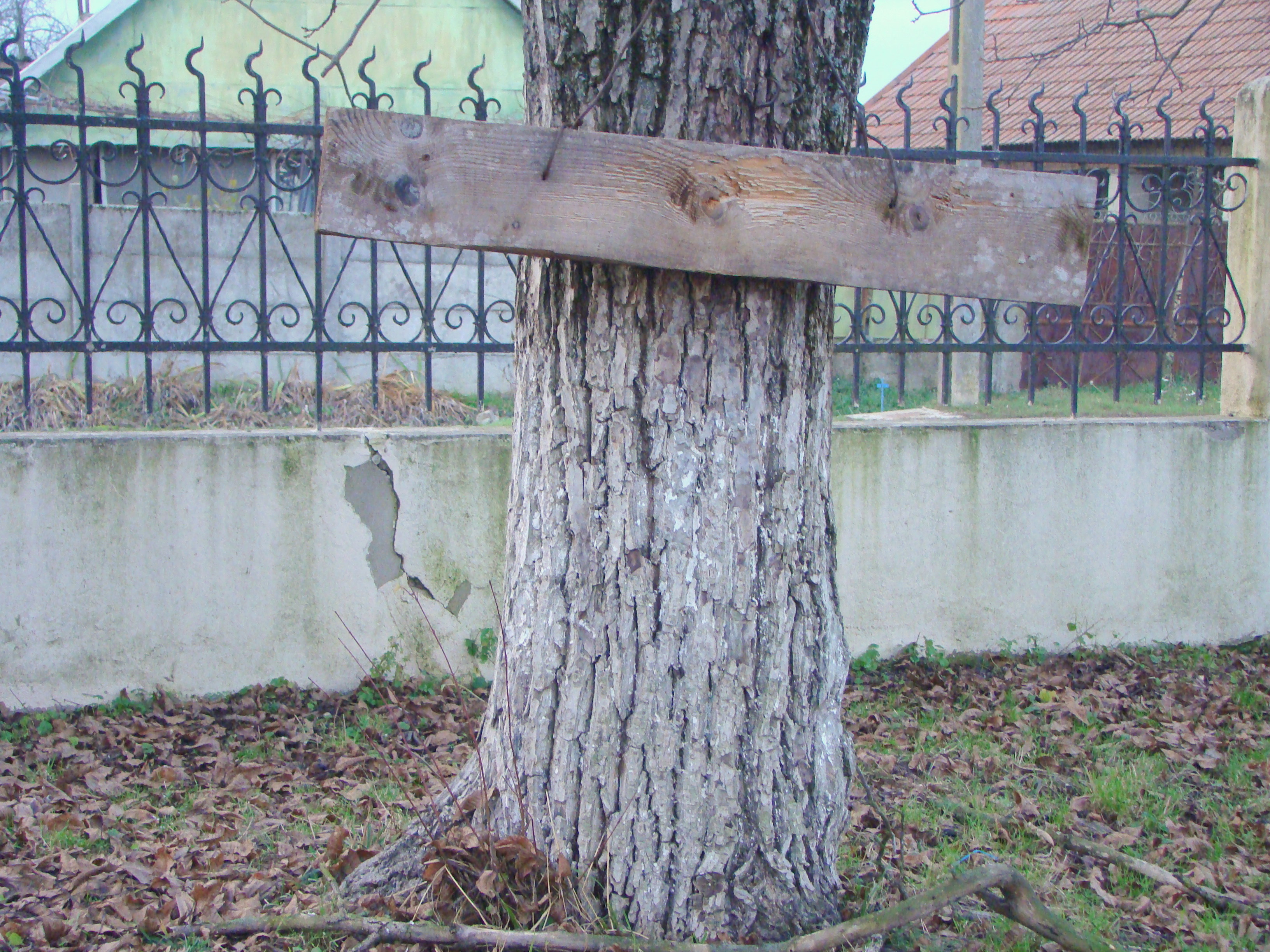
Toaca
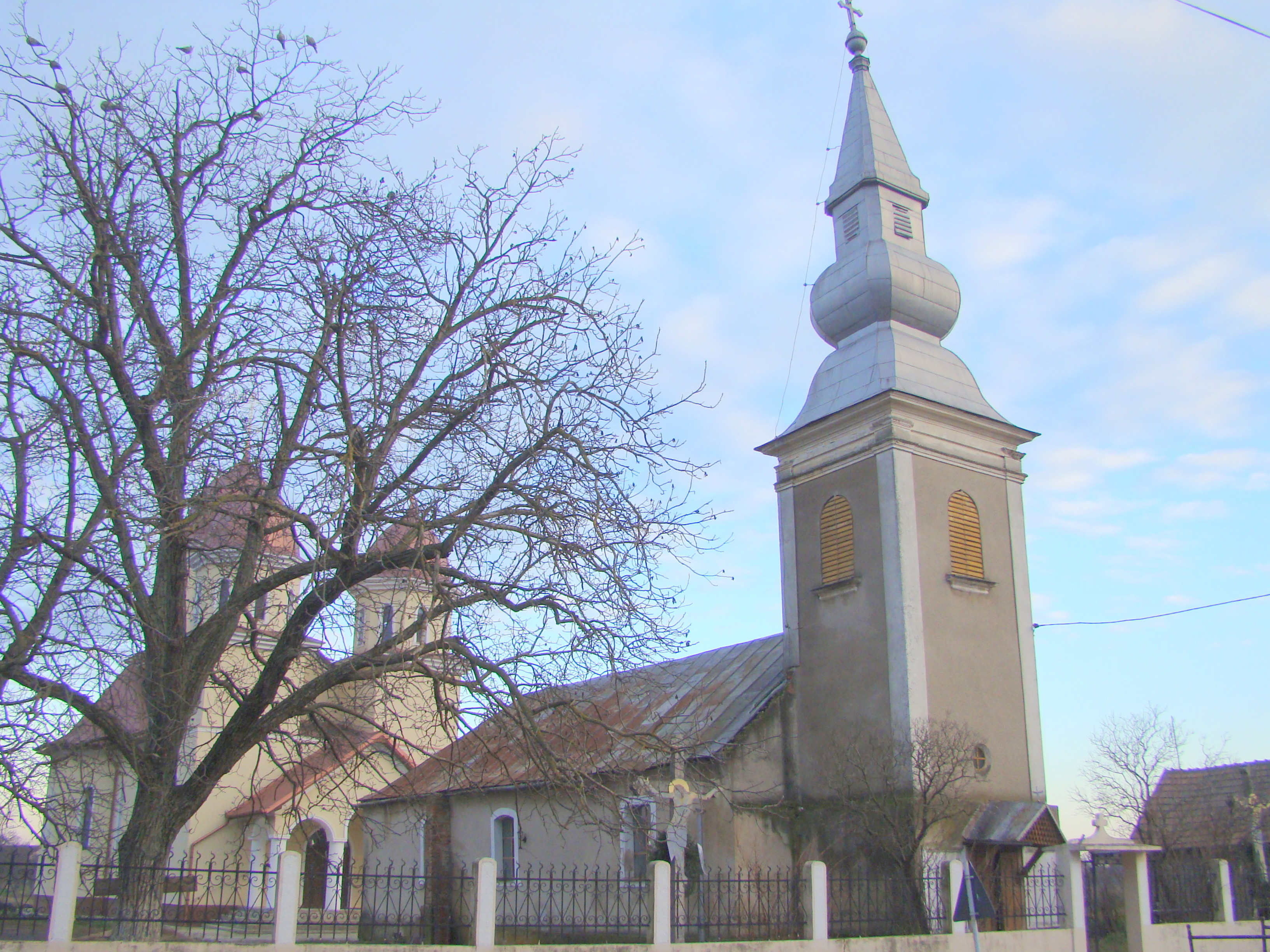
Cele două biserici ale satului Inand
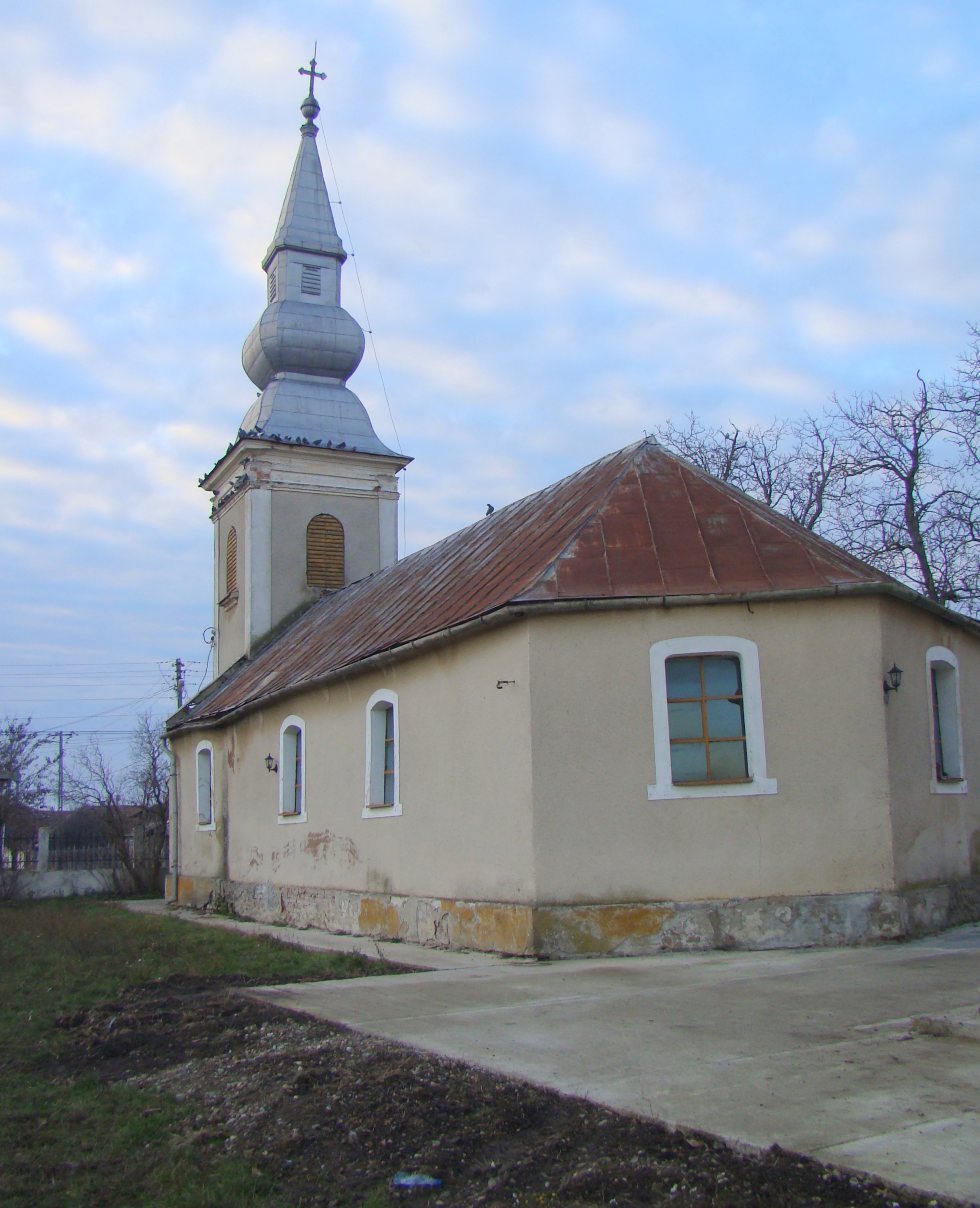
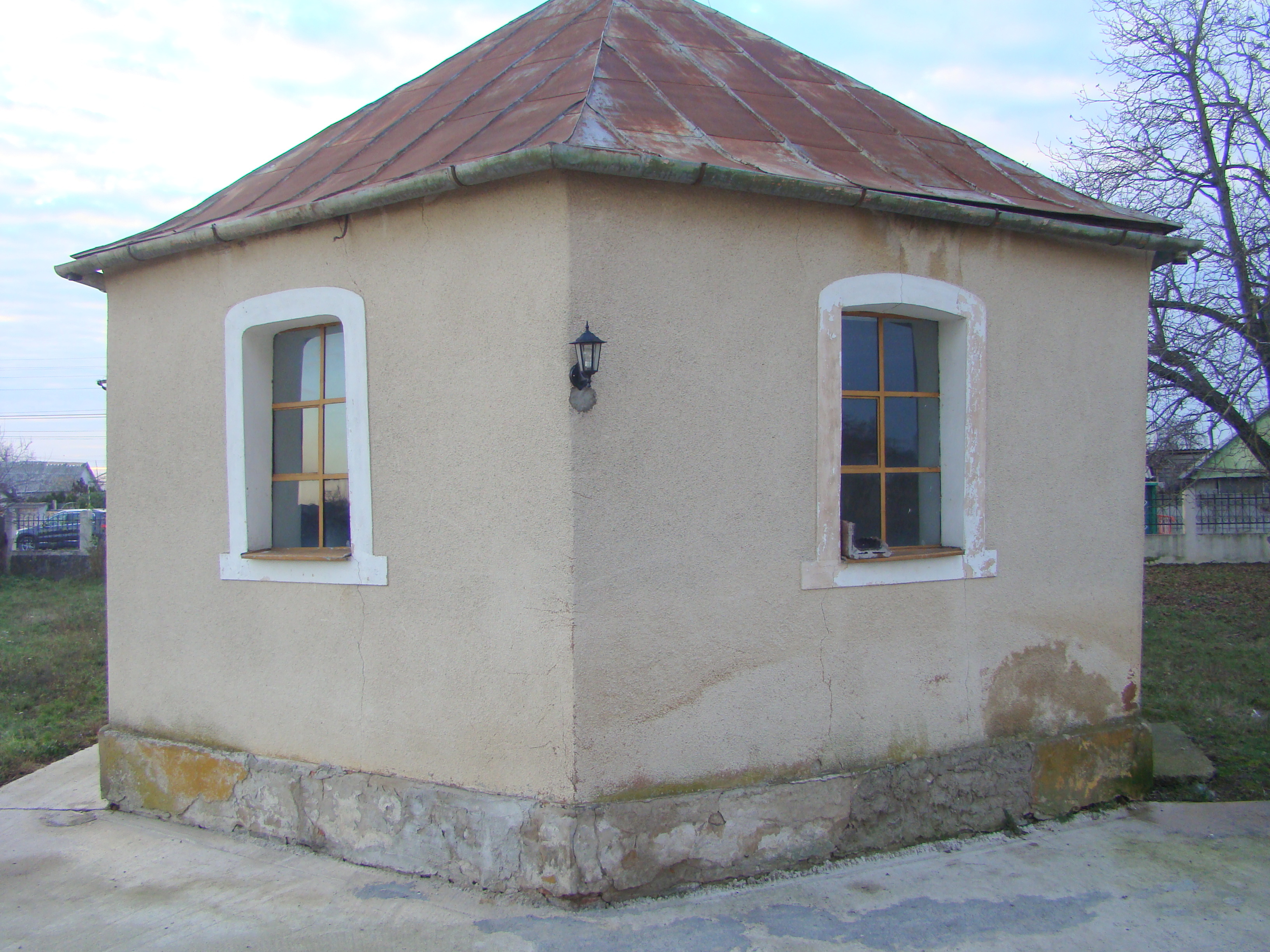
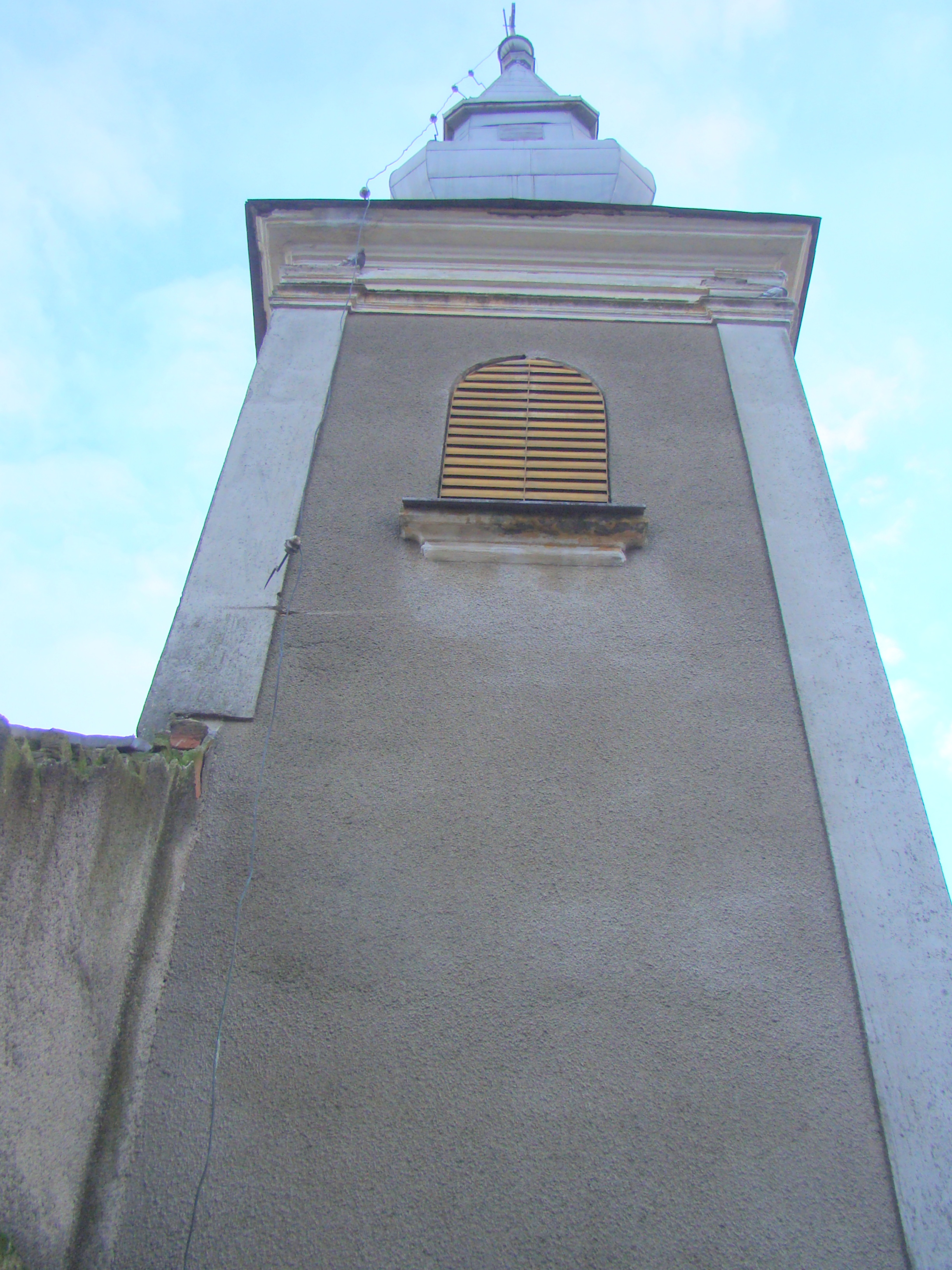
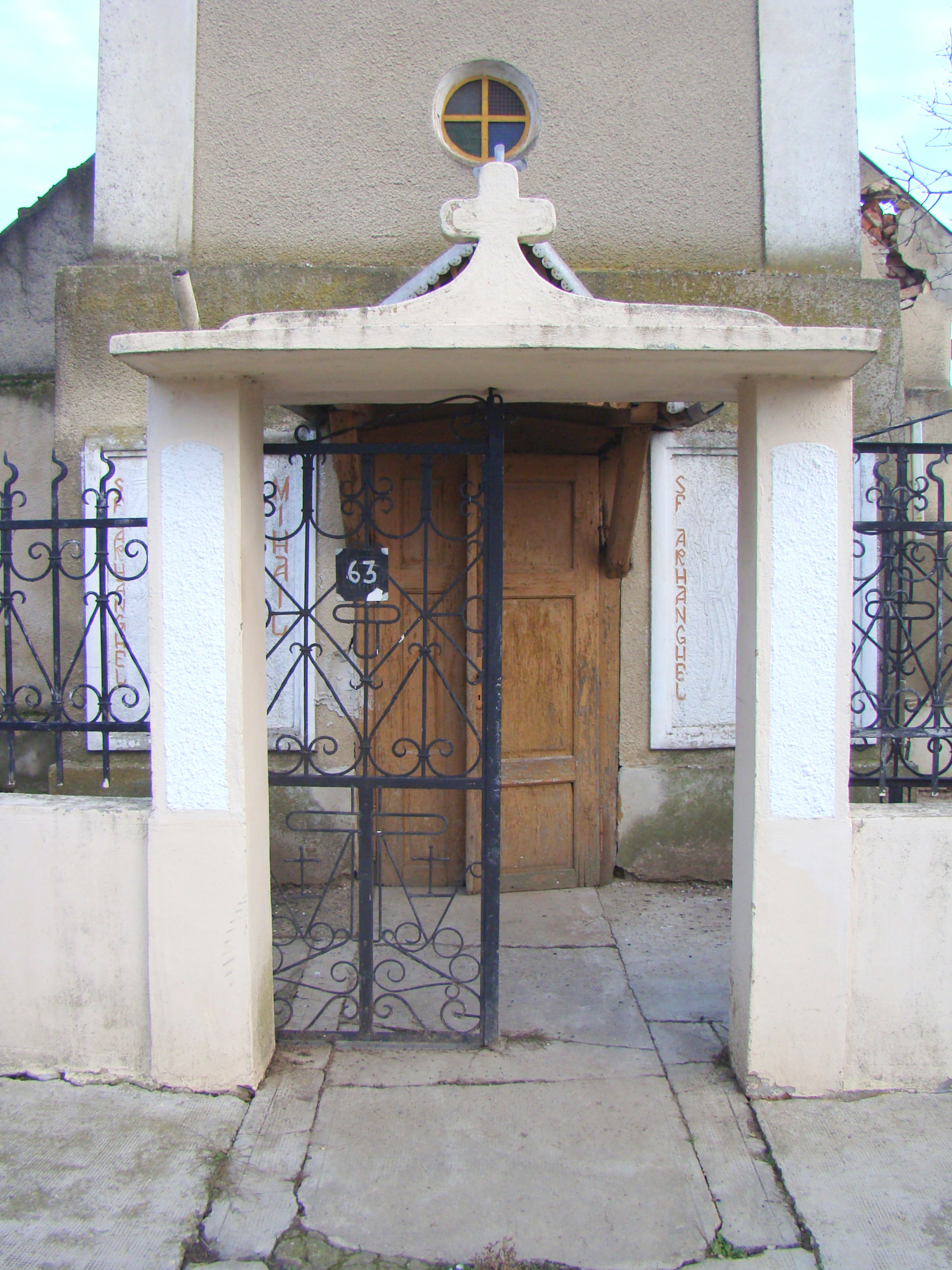

## Imagini din interior

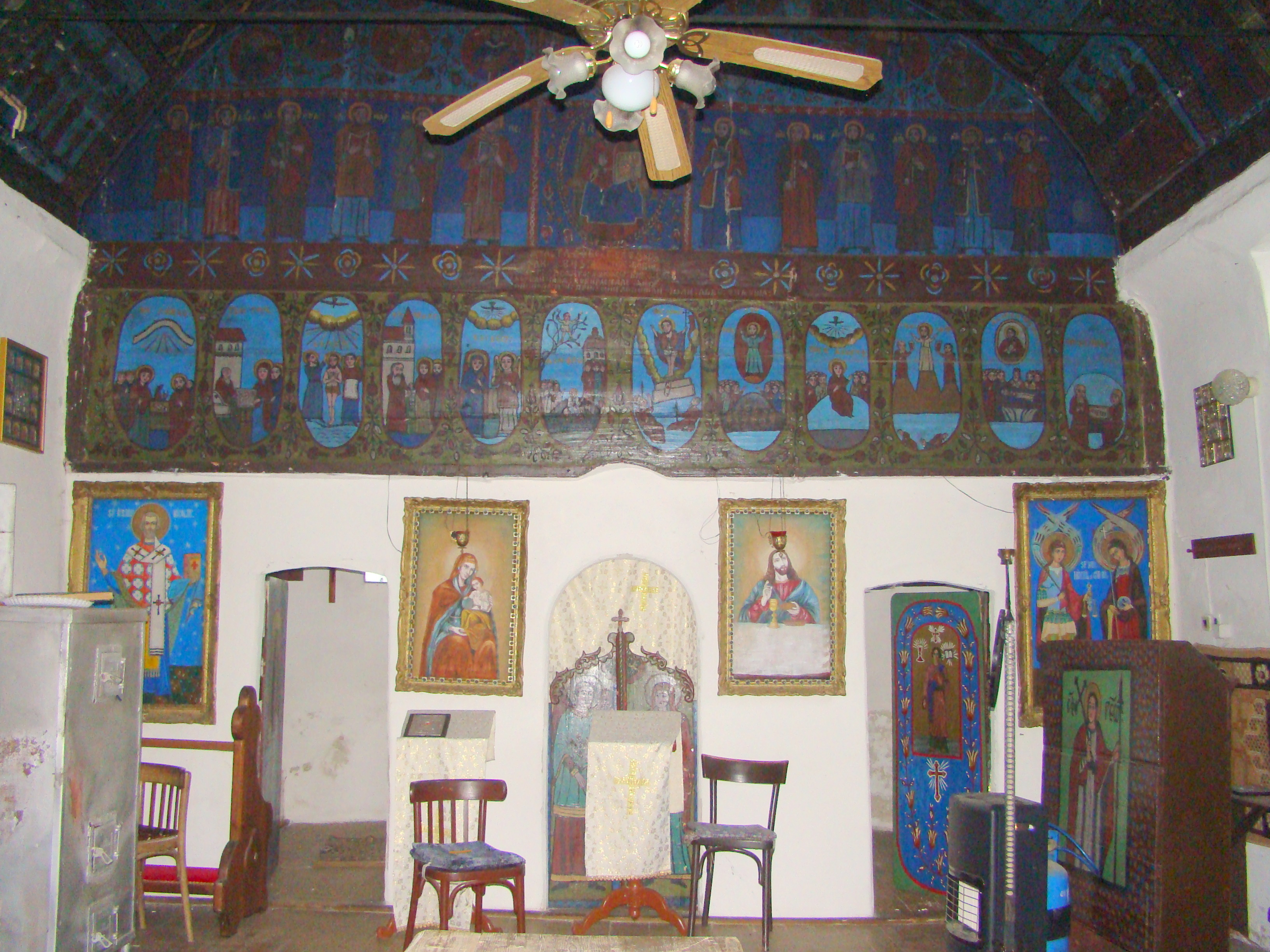
Iconostasul
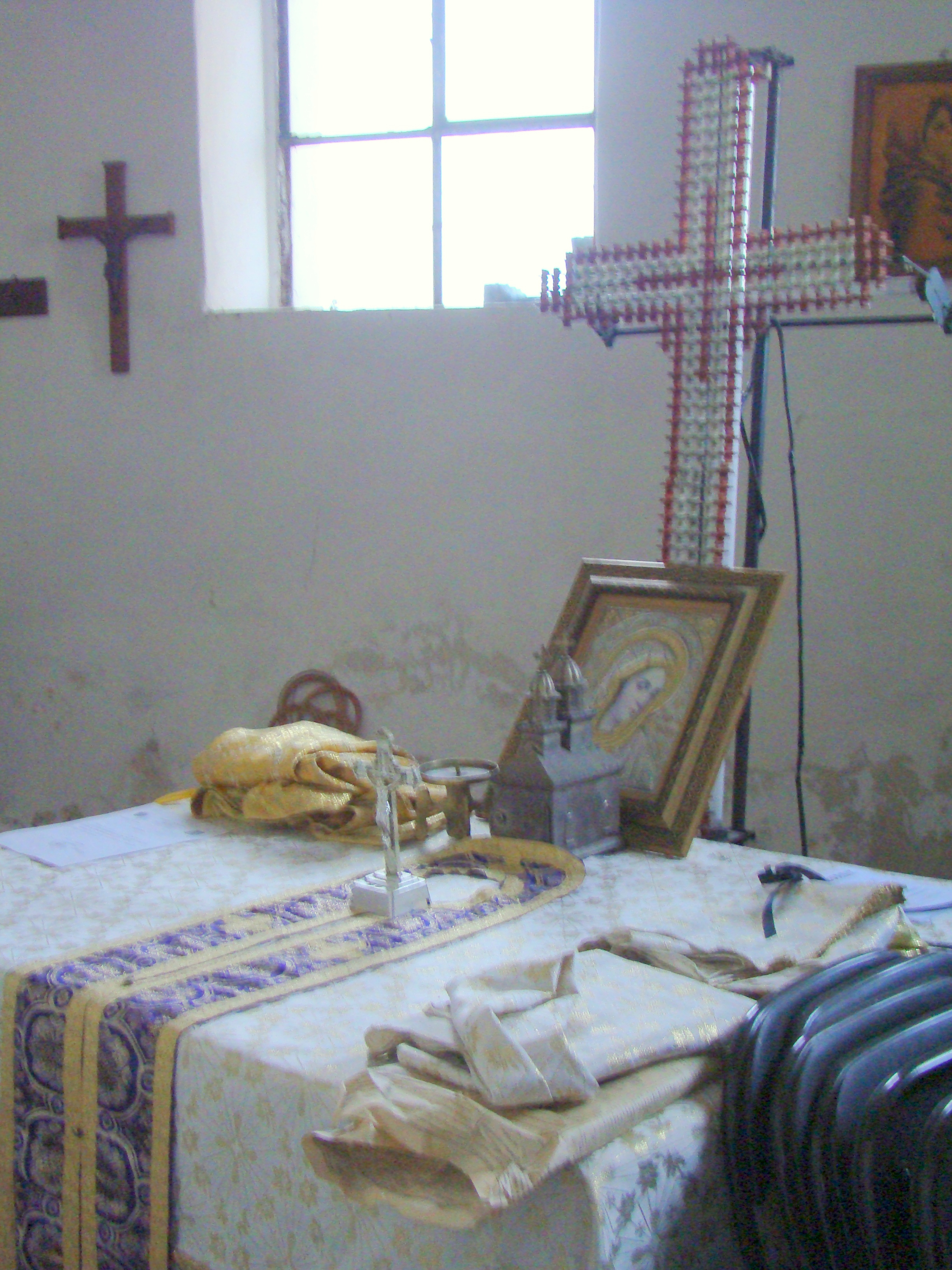
Masa altarului
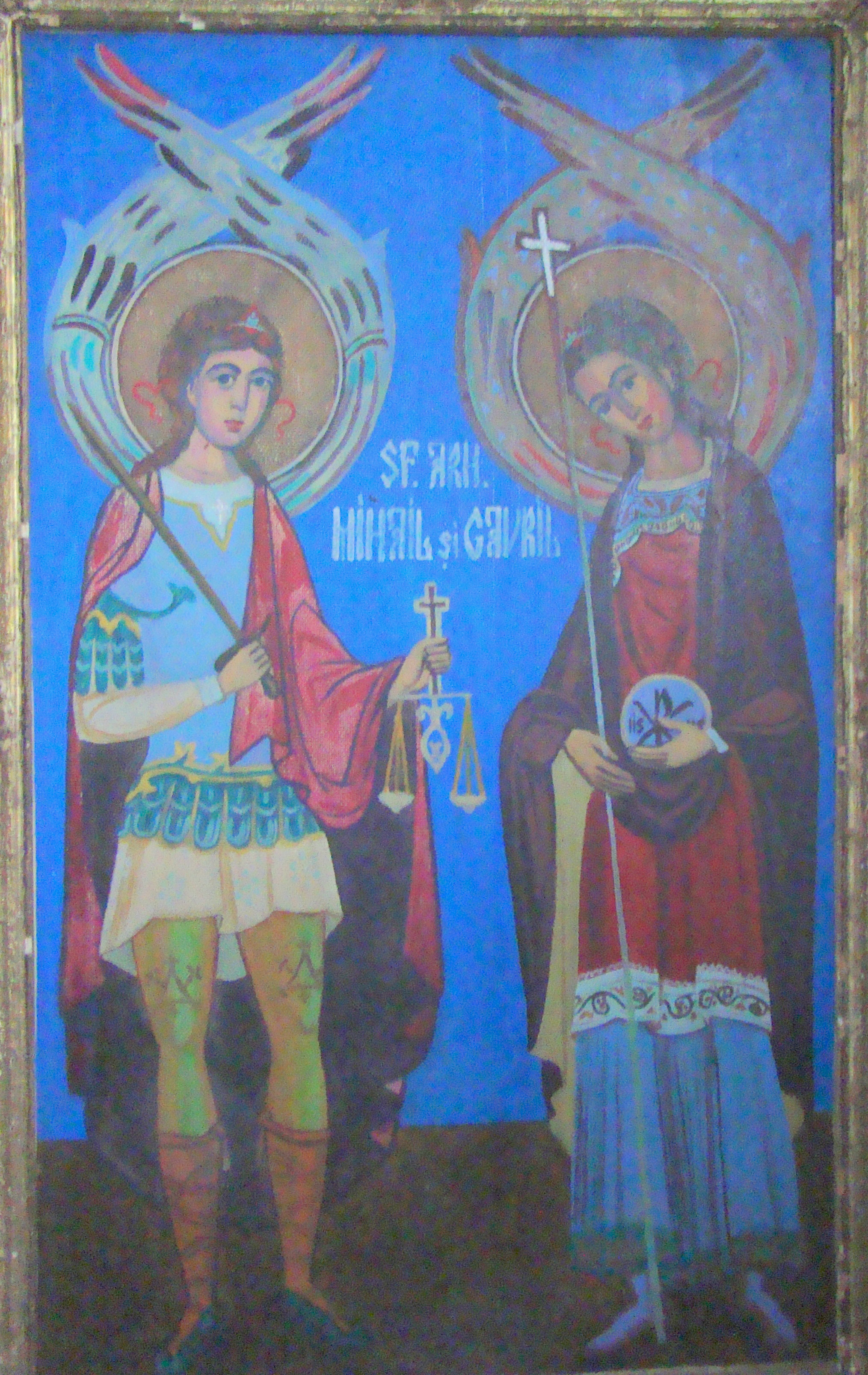
Icoana de hram
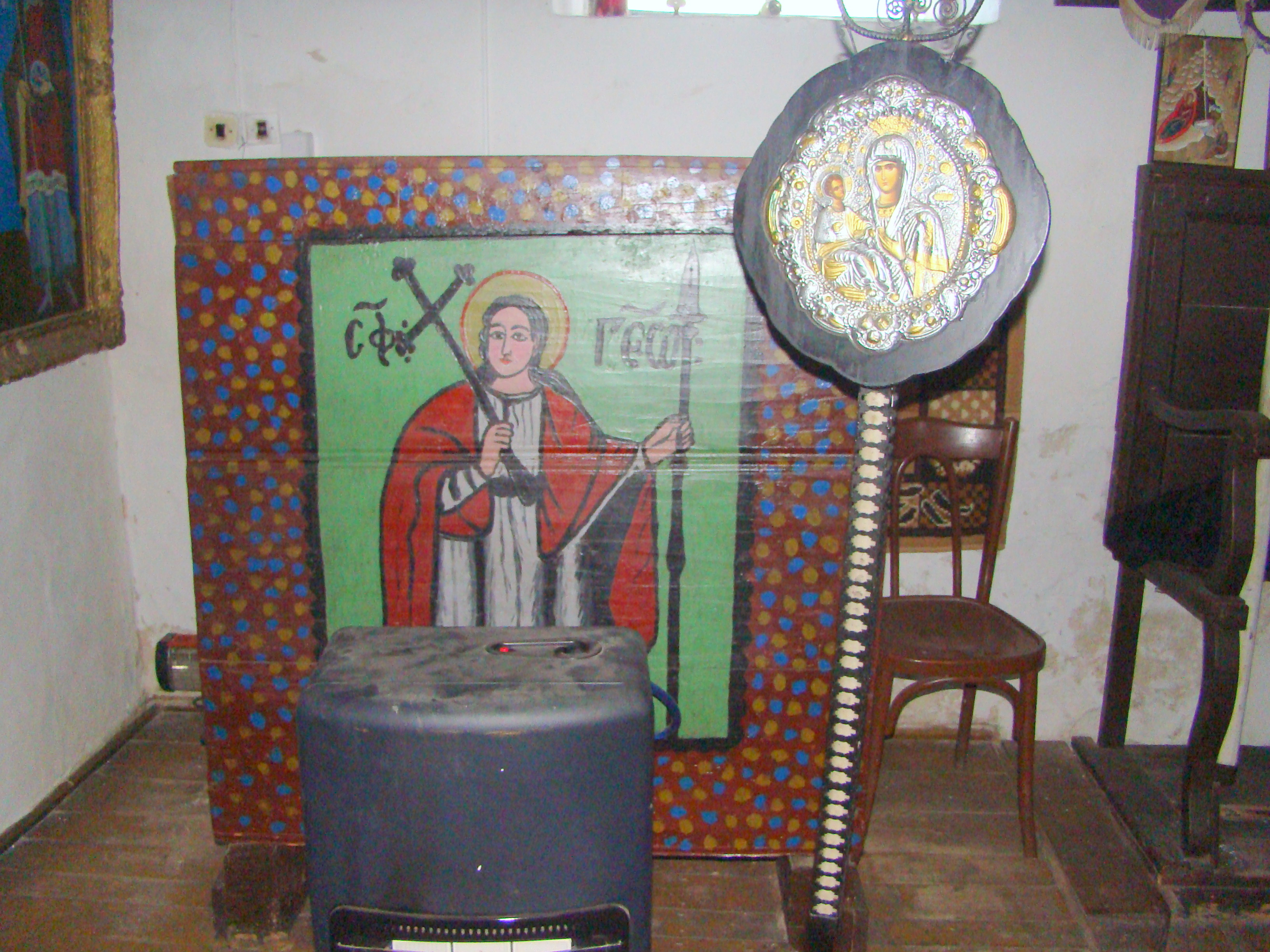
Strană pictată
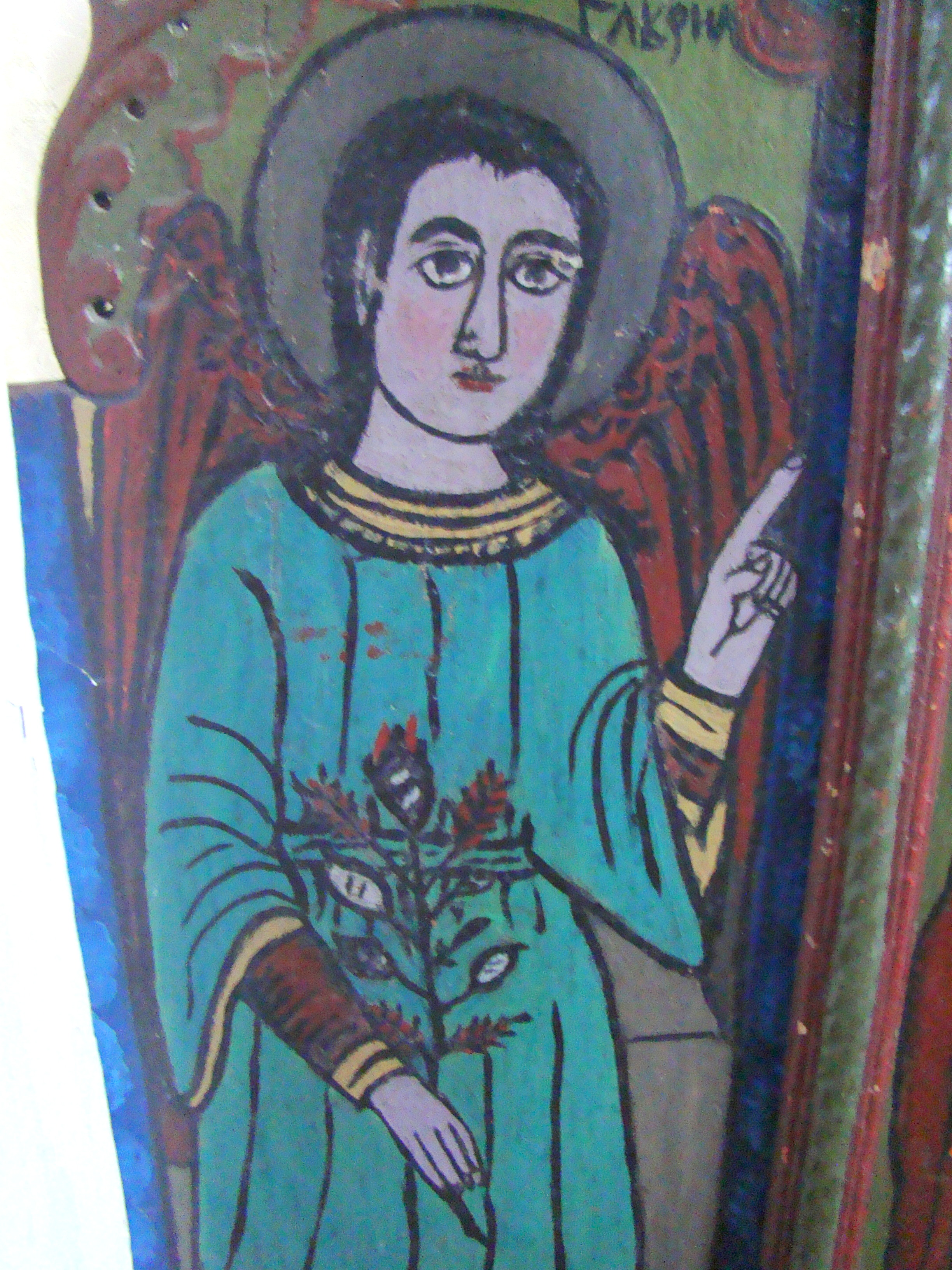
Uşile împărăteşti (detaliu)
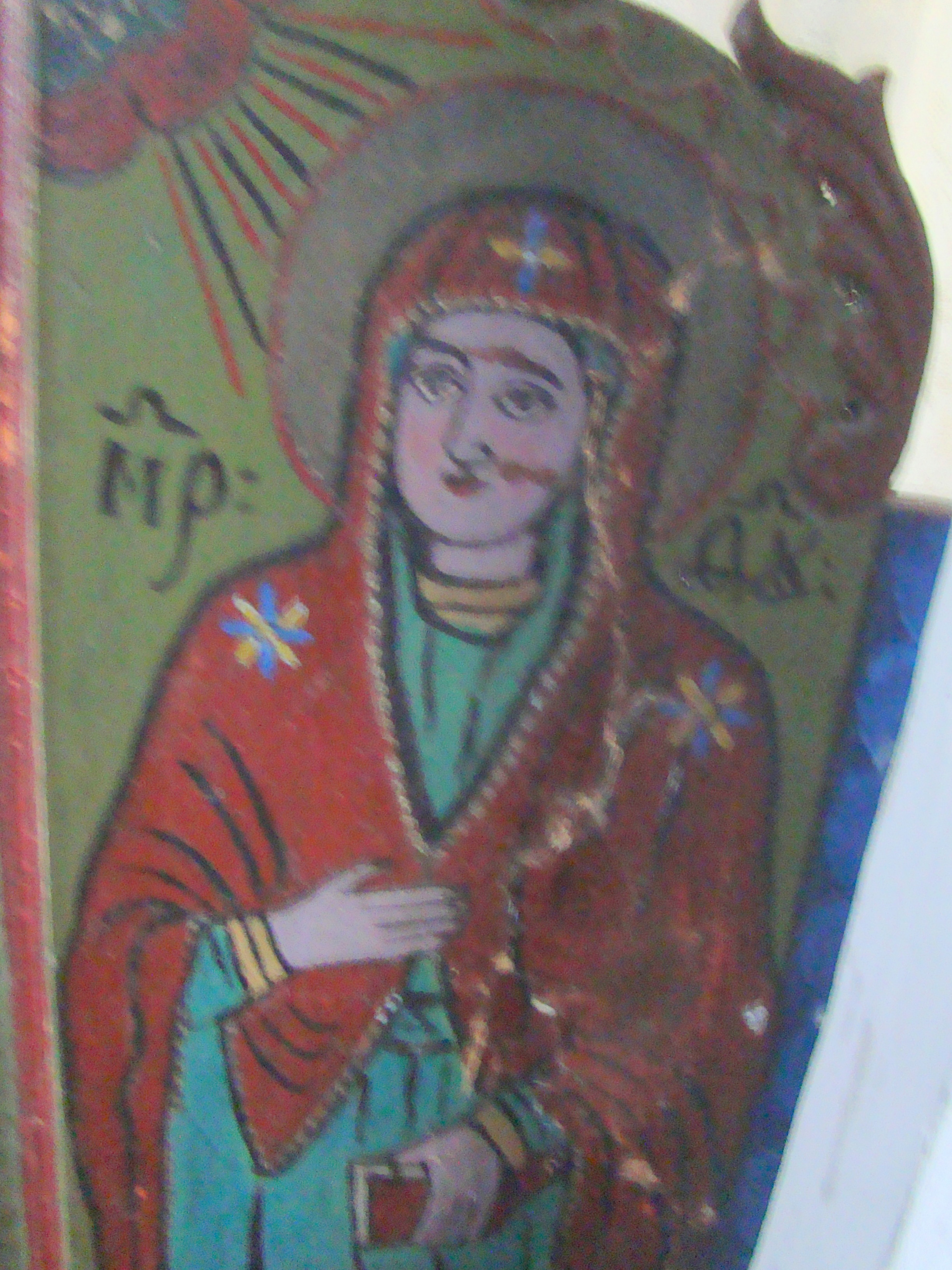
Uşile împărăteşti (detaliu)
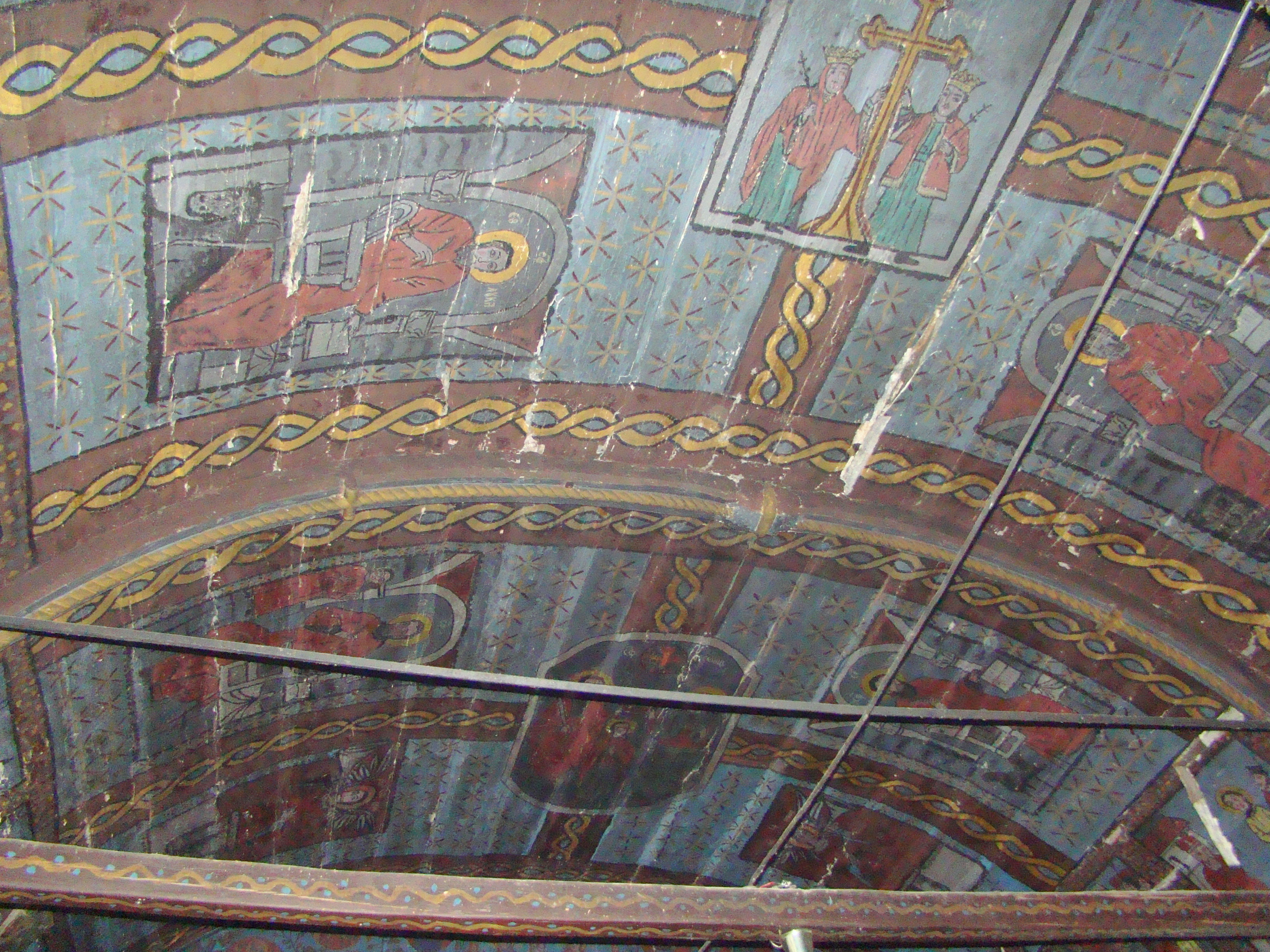
Detaliu din pictura bolţii
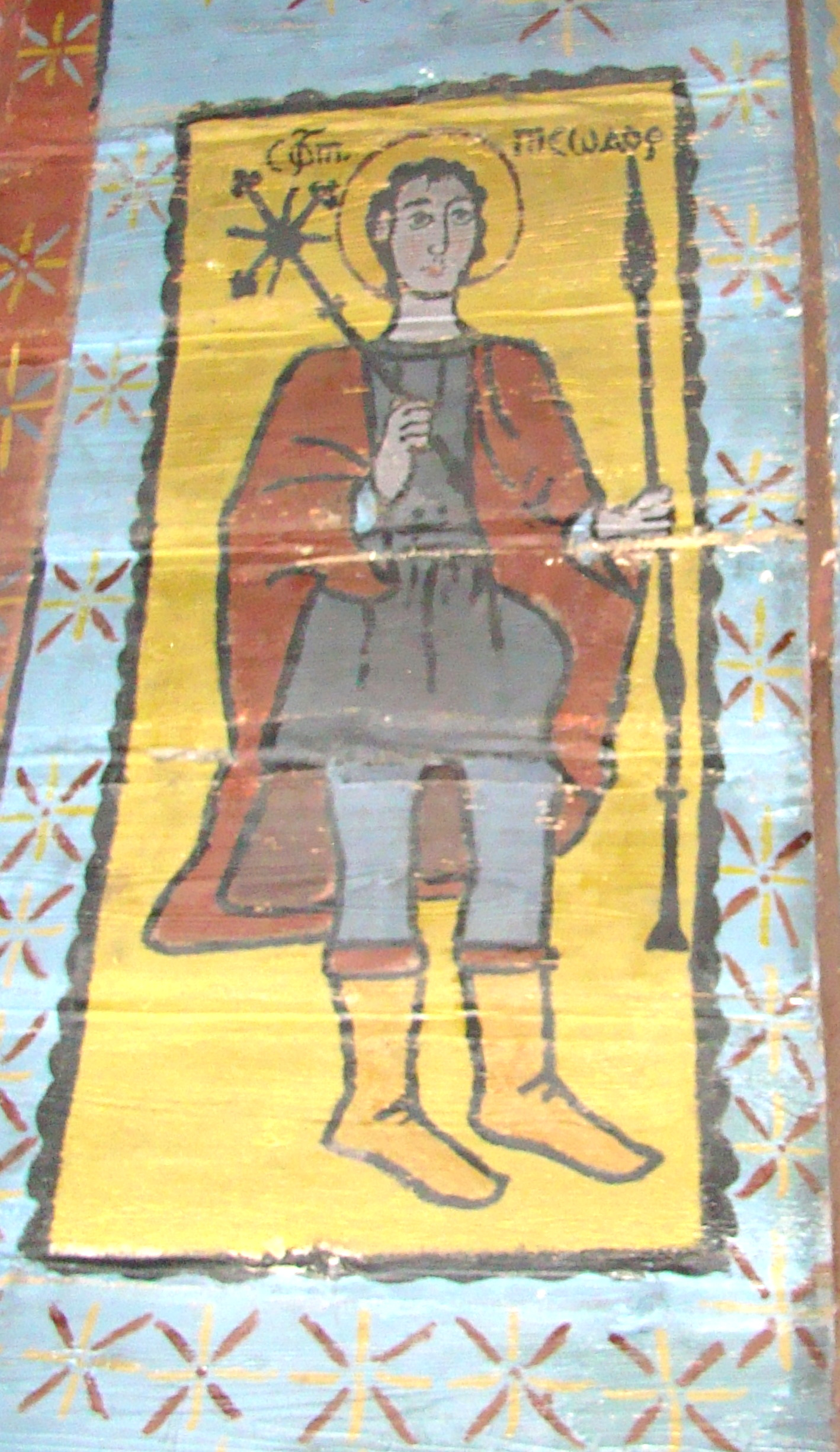
Detaliu din pictura bolţii
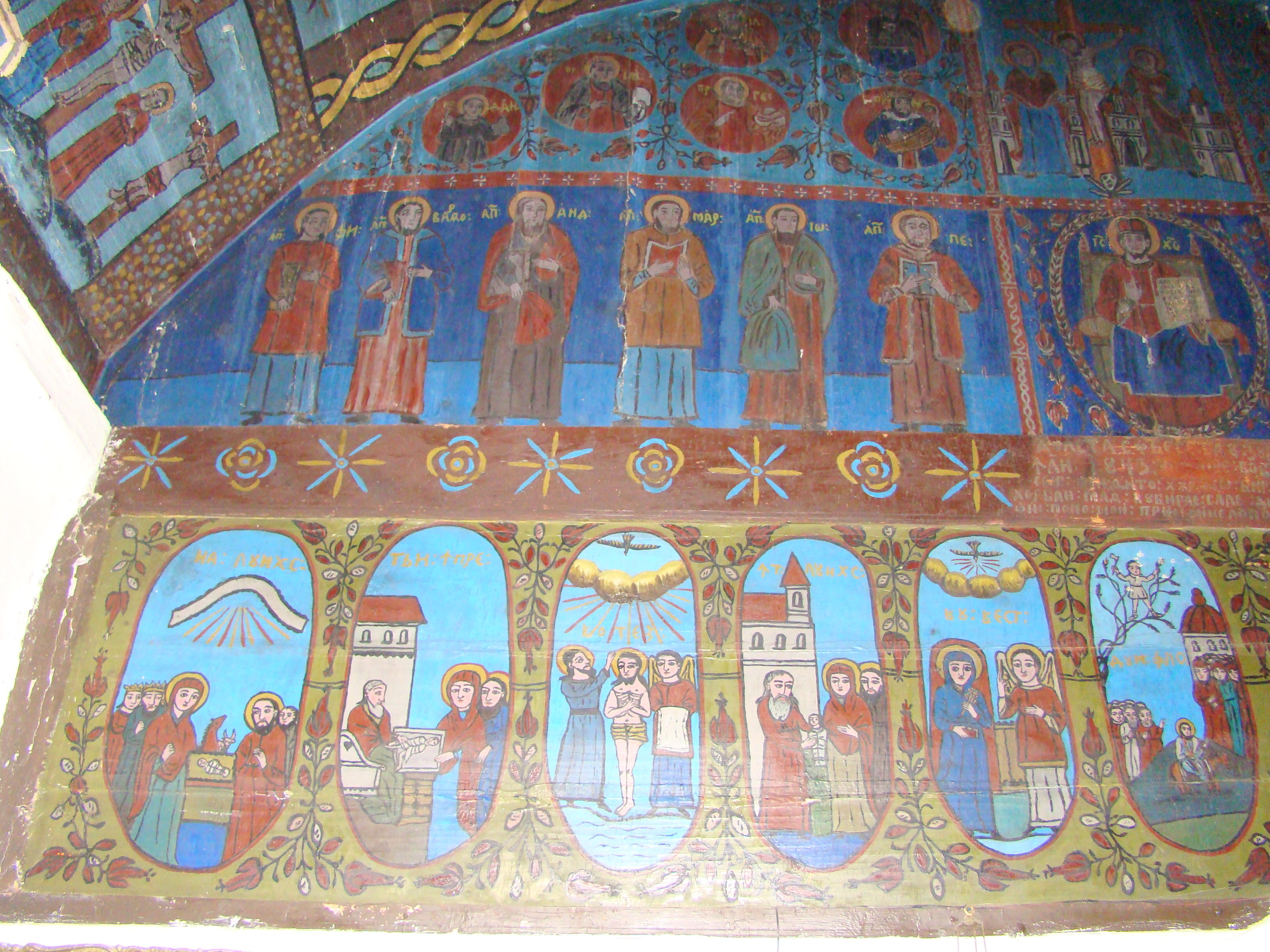
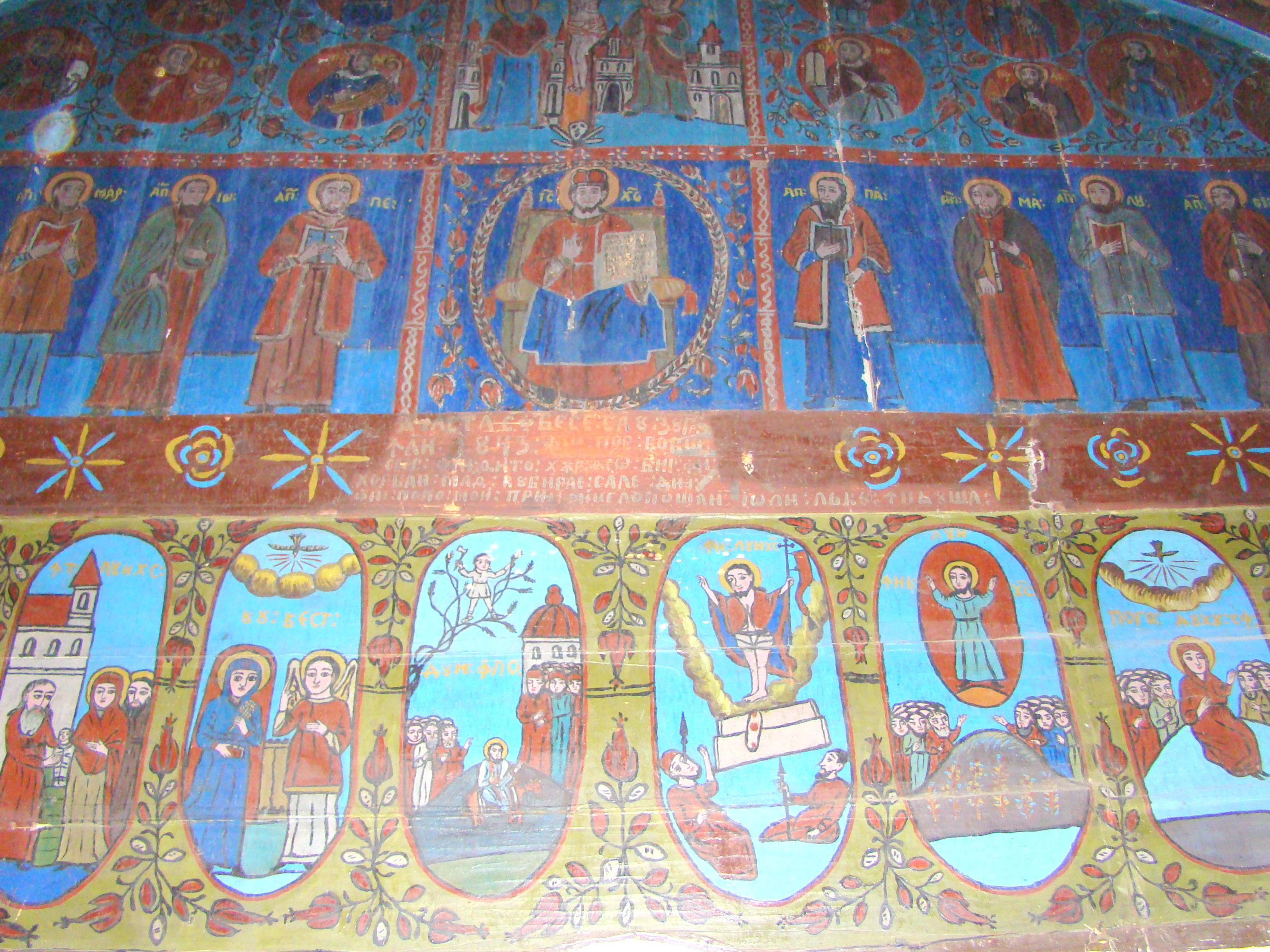
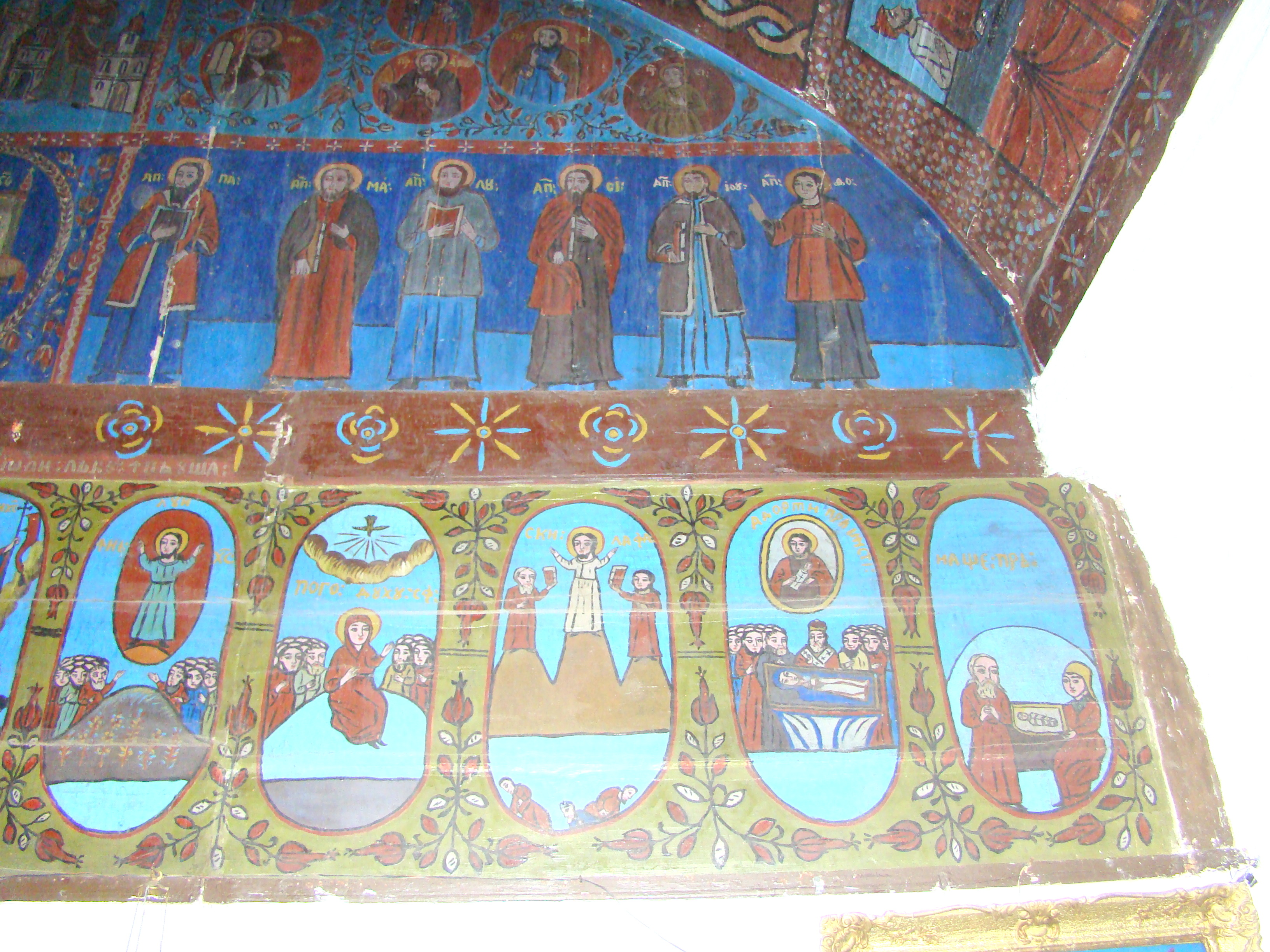
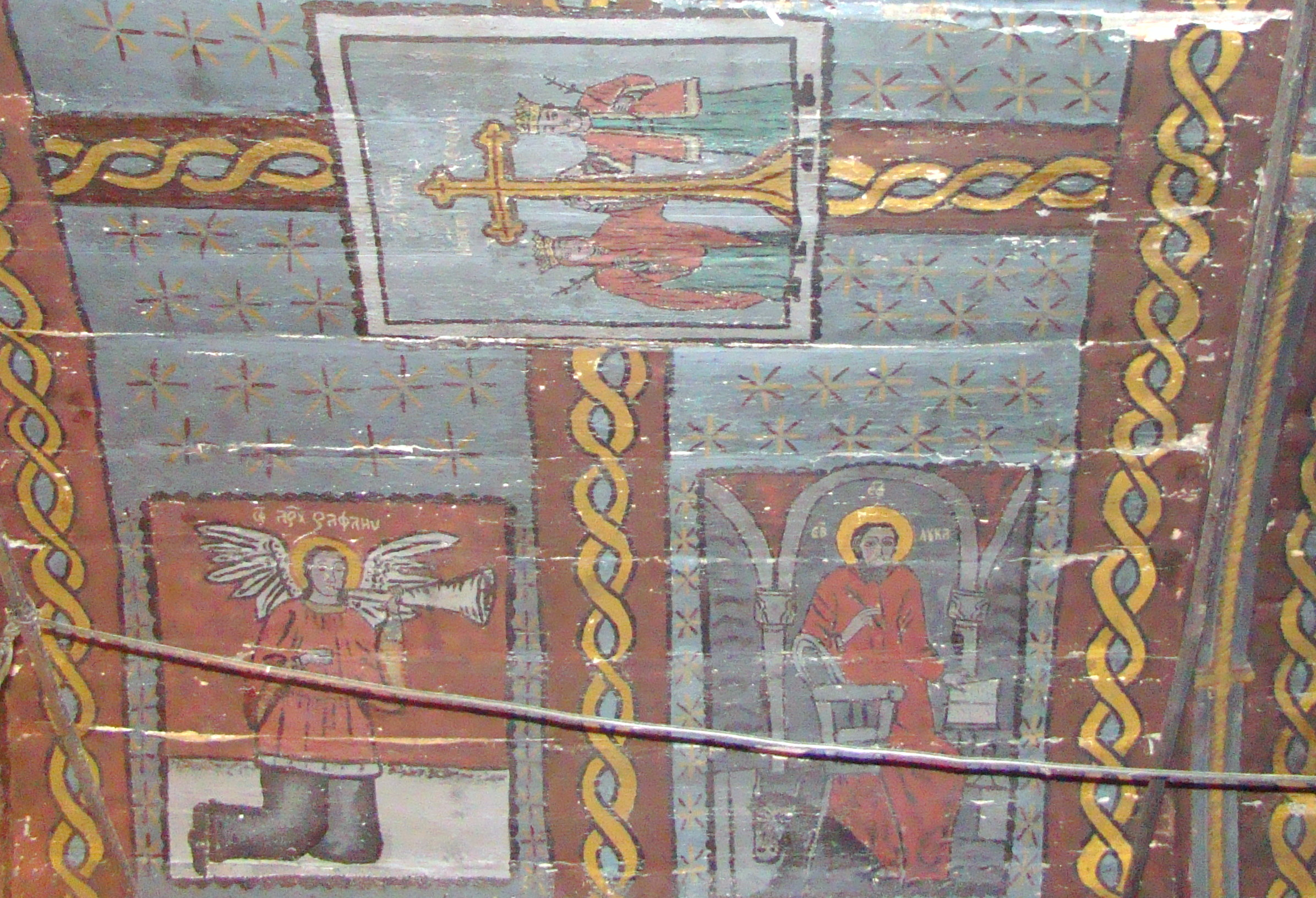
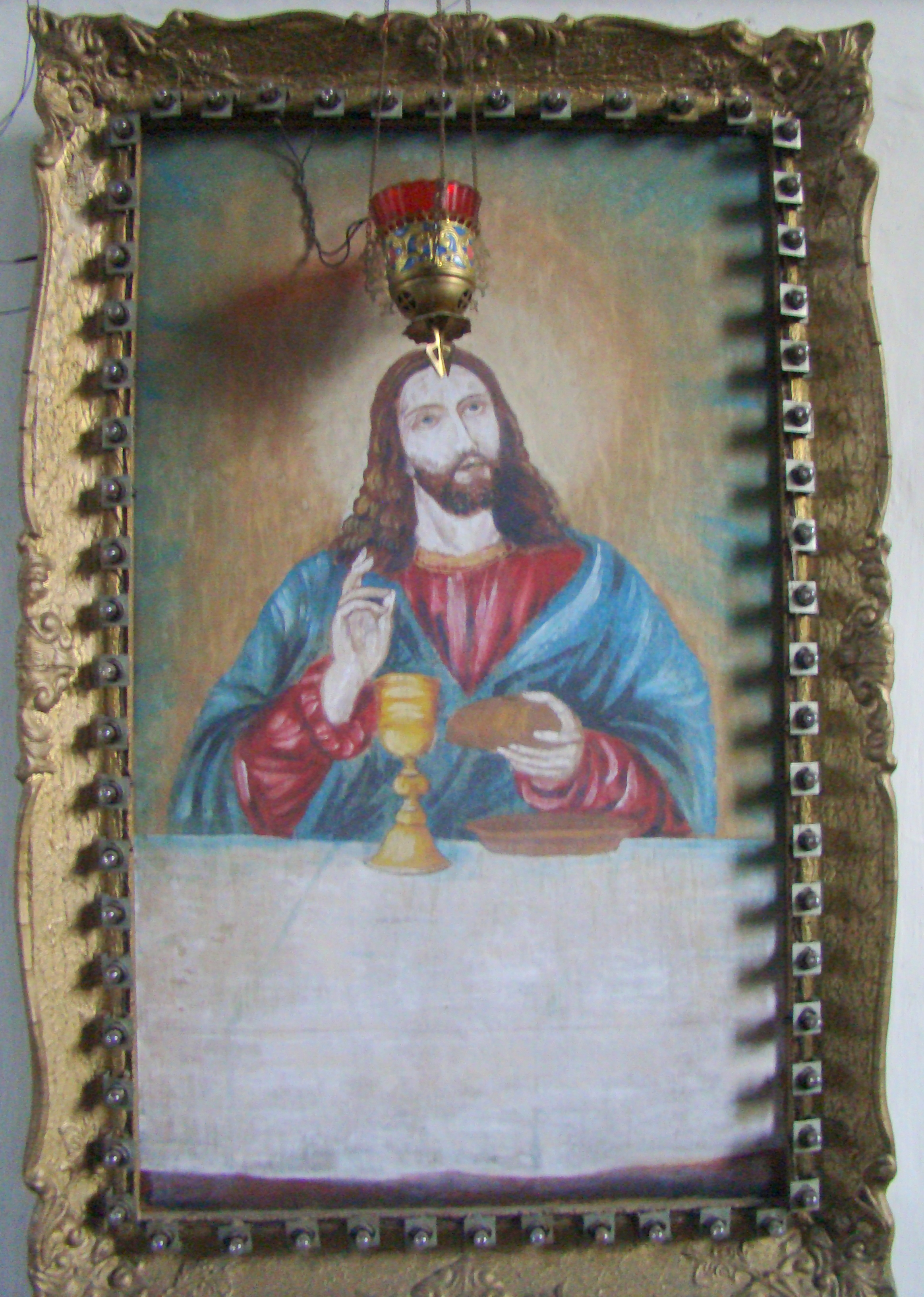
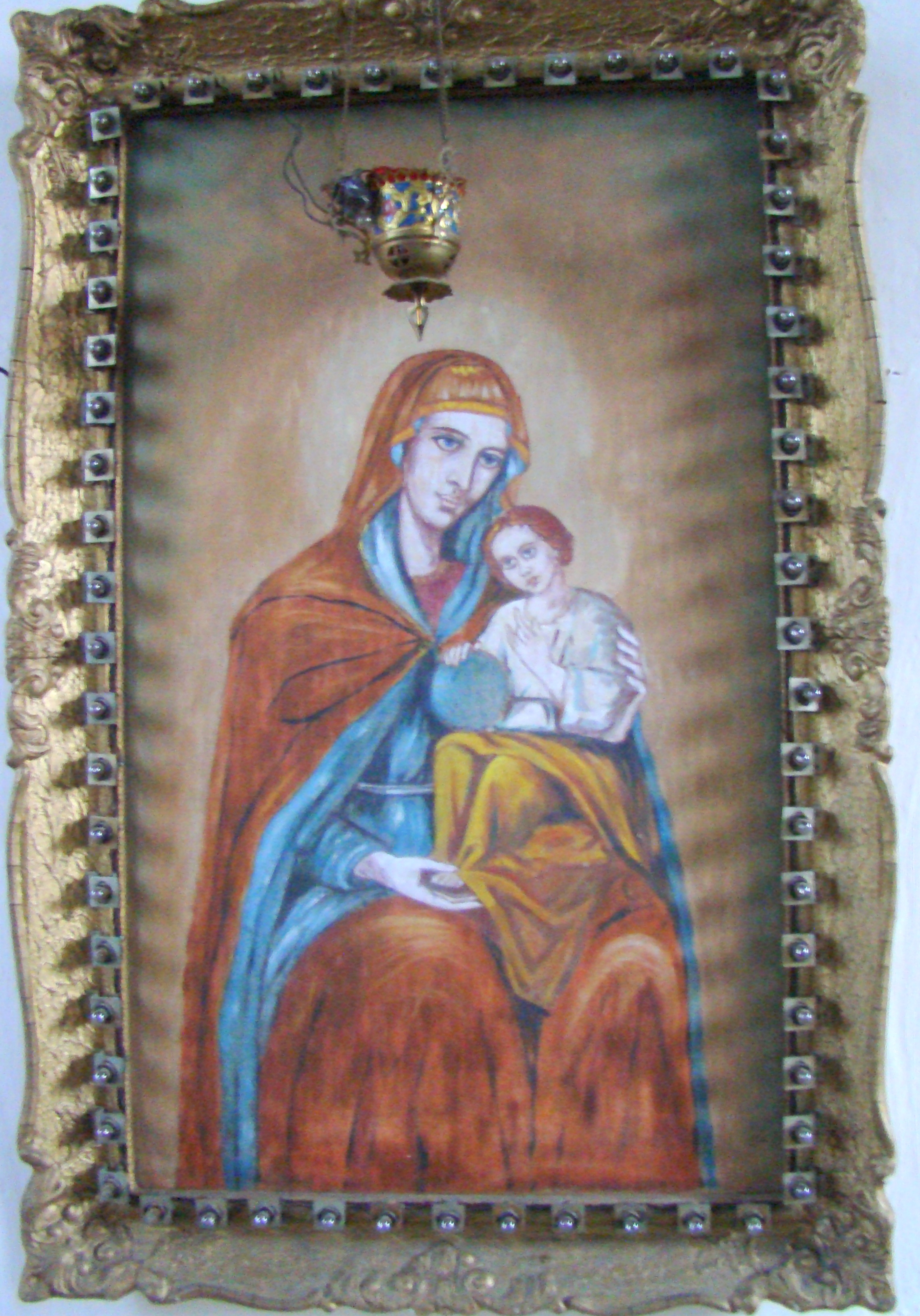
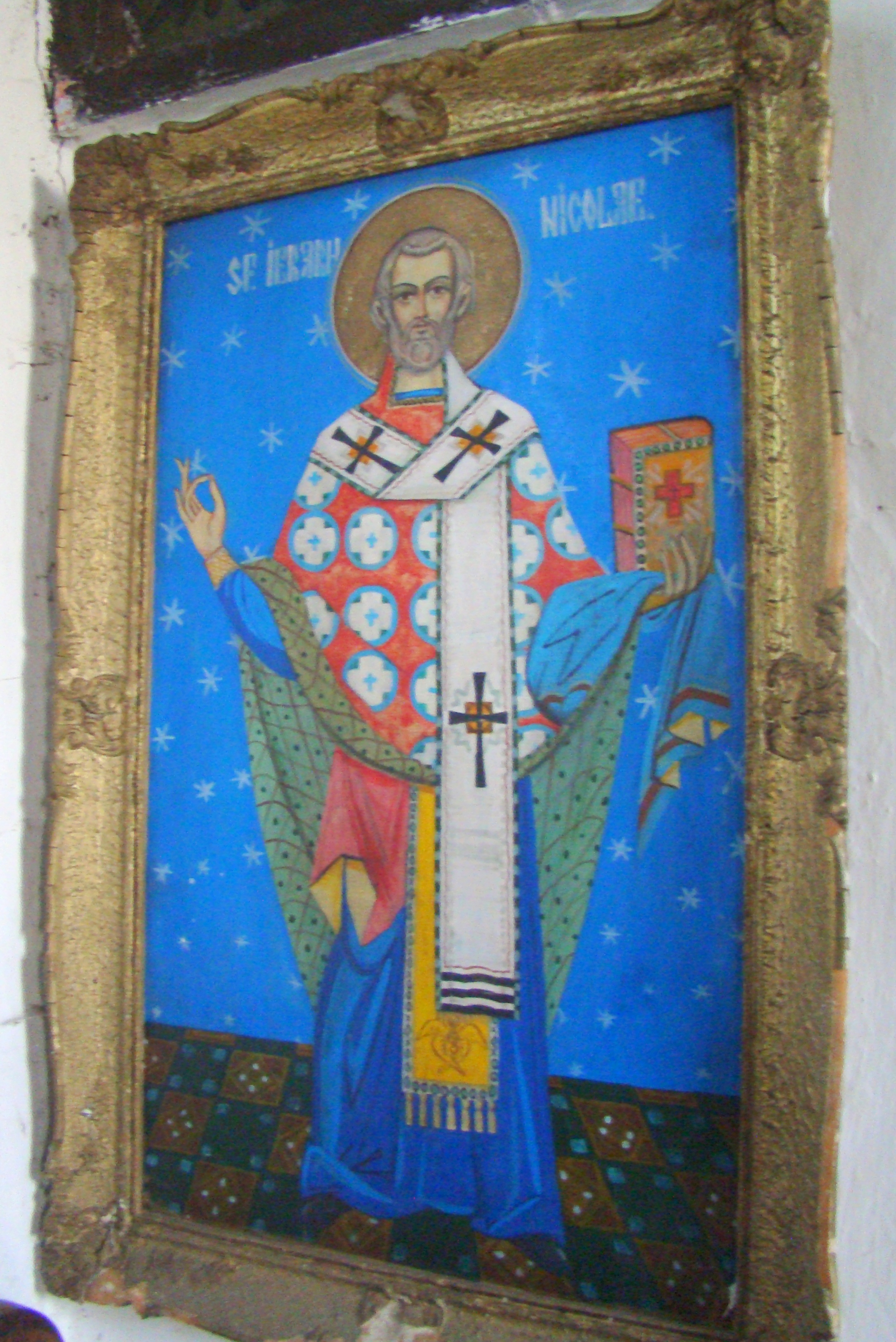
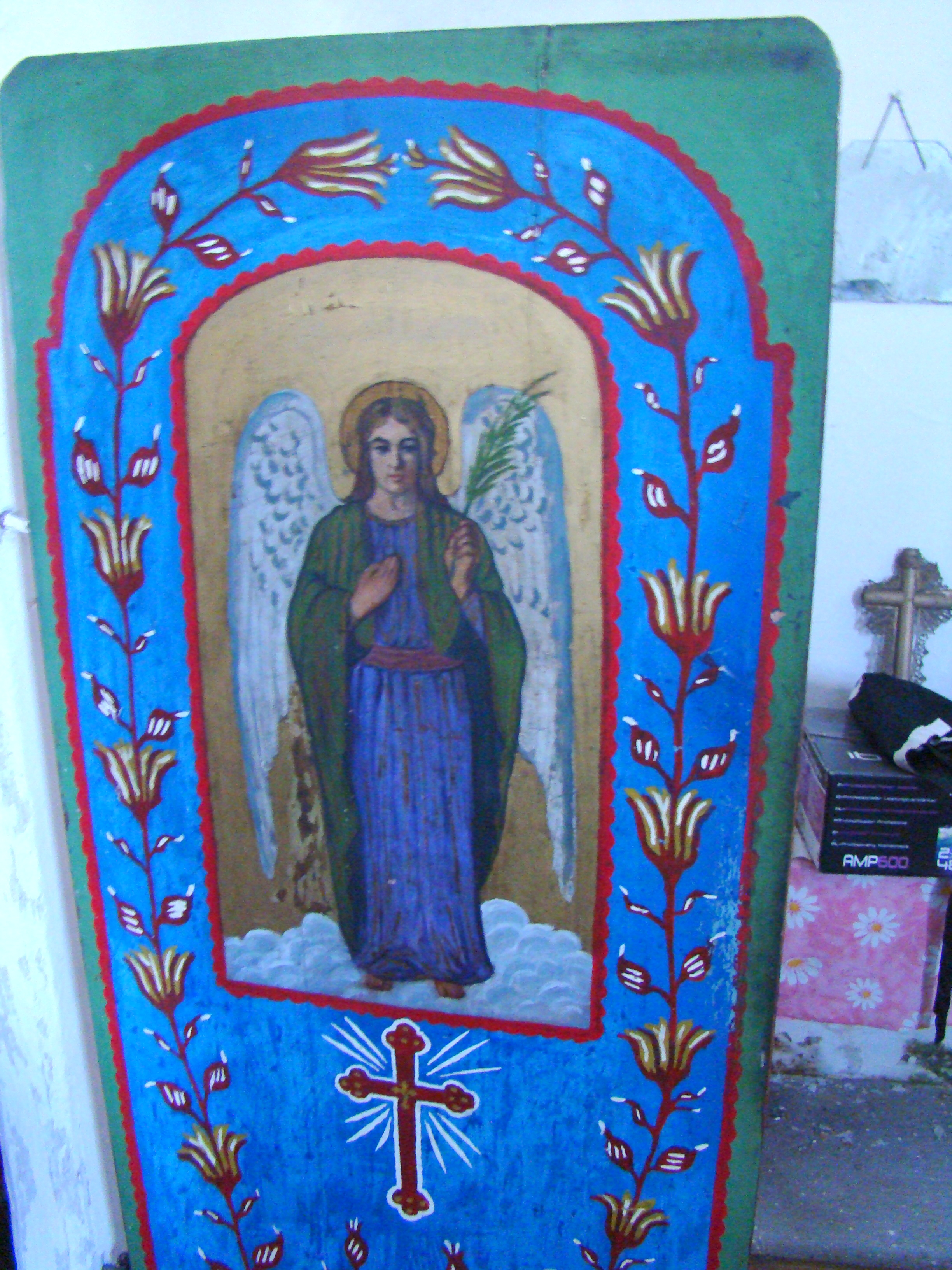
Uşă diaconească